# Hải Dương (tỉnh)
Hải Dương là một tỉnh cũ thuộc vùng Đồng bằng sông Hồng, Việt Nam.
Năm 2021, Hải Dương là đơn vị hành chính Việt Nam đông thứ 8 về số dân với 1.936.774 người, tốc độ tăng trưởng GRDP đạt 8,5%. GRDP đạt 149.700 tỉ đồng (tương ứng với 6,480 tỉ USD), GRDP bình quân đầu người đạt 77 triệu đồng (tương ứng với 3.347 USD).
Hải Dương nằm trong Vùng kinh tế trọng điểm Bắc bộ. Trung tâm hành chính của tỉnh là thành phố Hải Dương (hiện là đô thị loại I), cách thủ đô Hà Nội 50 km về phía Đông, cách trung tâm thành phố Hải Phòng 45 km về phía Tây.
Theo quy hoạch năm 2007, Hải Dương nằm trong vùng thủ đô với vai trò là một trung tâm công nghiệp của toàn vùng. Năm 2024, Hải Dương cũng là 1 trong 8 tỉnh được Chính phủ Việt Nam quy hoạch thành thành phố trực thuộc trung ương.
Ngày 12 tháng 6 năm 2025, Quốc hội thông qua Nghị quyết số 202/2025/QH15 về việc sắp xếp đơn vị hành chính cấp tỉnh năm 2025, theo đó tỉnh được giải thể để sáp nhập vào thành phố Hải Phòng.

## Địa lý

### Vị trí địa lý
Hải Dương là một tỉnh thuộc Đồng bằng sông Hồng, trải dài từ 20°43' đến 21°14' độ vĩ Bắc, 106°03' đến 106°38' độ kinh Đông, trung tâm hành chính của tỉnh là thành phố Hải Dương, cách trung tâm thủ đô Hà Nội khoảng 57 km về phía tây, cách trung tâm thành phố Hải Phòng khoảng 45 km về phía đông, có vị trí địa lý:
- Phía đông giáp tỉnh Quảng Ninh và thành phố Hải Phòng
- Phía tây giáp tỉnh Bắc Ninh và tỉnh Hưng Yên
- Phía nam giáp tỉnh Thái Bình
- Phía bắc giáp tỉnh Bắc Giang.

#### Các điểm cực của tỉnh Hải Dương:
- Điểm cực Bắc tại: xã Hoàng Hoa Thám, Thành phố Chí Linh.
- Điểm cực Tây tại: xã Cẩm Hưng, huyện Cẩm Giàng.
- Điểm cực Đông tại: phường Minh Tân, Thị xã Kinh Môn.
- Điểm cực Nam tại: xã Hồng Phong, huyện Thanh Miện.

### Địa hình
Hải Dương có diện tích 1.662 km², là tỉnh có diện tích trung bình trong số các tỉnh thành ở Việt Nam, được chia làm 2 vùng: vùng đồi núi và vùng đồng bằng. Vùng đồi núi nằm ở phía bắc của tỉnh thuộc thành phố Chí Linh và thị xã Kinh Môn, chiếm khoảng 11% diện tích tự nhiên. Đây là vùng đồi núi thấp, phù hợp với việc trồng cây ăn quả, cây lấy gỗ và cây công nghiệp ngắn ngày. Vùng đồng bằng còn lại chiếm 89% diện tích tự nhiên do phù sa sông Thái Bình bồi đắp, đất màu mỡ, thích hợp với nhiều loại cây trồng, sản xuất được nhiều vụ trong năm.

### Khí hậu
Hải Dương nằm trong vùng khí hậu cận nhiệt đới ẩm, chia làm 4 mùa rõ rệt (mùa xuân, mùa hạ, mùa thu, mùa đông).
Vào giai đoạn từ tiết lập xuân đến tiết thanh minh (khoảng đầu tháng 2 - đầu tháng 4 dương lịch) có hiện tượng mưa phùn và nồm là giai đoạn chuyển tiếp từ mùa khô sang mùa mưa. Mùa mưa kéo dài từ tháng 5 đến tháng 9 hàng năm.
- Lượng mưa trung bình hàng năm: 1.300 – 1.700 mm. Các huyện, thị phía Bắc tỉnh có lượng mưa thấp dưới 1500mm do địa hình khuất dãy núi Đông Triều và dãy núi Kinh Môn. Khu vực phía Bắc tỉnh Hải Dương cùng với phía Đông tỉnh Bắc Giang, Lạng Sơn, phía Đông tỉnh Cao Bằng là những khu vực khuất gió mùa mùa hạ, nhận được ít hơi ẩm, nên lượng mưa trung bình năm thường thấp hơn các nơi khác cùng ở miền Bắc. Thành phố Hải Dương có lượng mưa trung bình năm thấp nhất so cùng các thành phố ở vùng đồng bằng sông Hồng.
- Nhiệt độ trung bình: 23,3 °C
- Số ngày trời nắng trong năm: 1.600 - 1750 giờ (cao ở các huyện phía Bắc, giảm dần tại các huyện phía Nam)
- Độ ẩm tương đối trung bình: 85 – 87%

Khí hậu thời tiết thuận lợi cho sản xuất nông nghiệp, bao gồm cây lương thực, thực phẩm và cây ăn quả, đặc biệt là sản xuất cây rau màu vụ đông.

### Tài nguyên
Các khoáng sản chính:
- Đá vôi xi măng ở Kinh Môn, trữ lượng 200 triệu tấn, hàm lượng CaCO3 từ 90 - 97%. Đủ để sản xuất 4 đến 5 triệu tấn xi măng/năm trong thời gian 50 - 70 năm.
- Cao lanh ở Kinh Môn, Chí Linh trữ lượng 400.000 tấn, hàm lượng Fe2O3: 0,8 - 1,7%; Al2O3: 17 - 19% cung cấp nguyên liệu cho sản xuất đồ sứ.
- Đất sét chịu lửa ở Chí Linh, trữ lượng 8 triệu tấn, chất lượng tốt; hàm lượng Al2O3: 23,5 - 28%, Fe2O3: 1,2 - 1,9% cung cấp nguyên liệu sản xuất gạch chịu lửa.
- Bô xít ở Kinh Môn, trữ lượng 200.000 tấn; hàm lượng Al2O3: từ 46,9 - 52,4%, Fe2O3: từ 21 - 26,6%; SiO2 từ 6,4 - 8,9%.

## Lịch sử

### Xuất xứ tên gọi Hải Dương

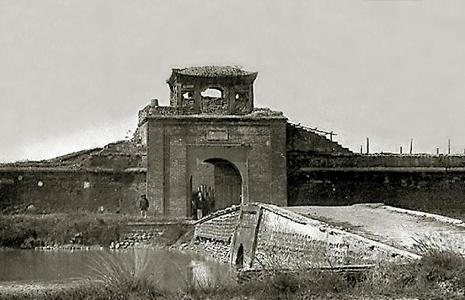
Thành Hải Dương - Thành Đông năm 1885, một trong 4 thành trong Thăng Long tứ trấn

Tên gọi Hải Dương (海陽) chính thức có từ năm 1469. Hải (海) là biển. Dương (陽) là mặt trời. Hải Dương nằm ở phía đông kinh thành Thăng Long. Hướng Đông cũng là hướng mặt trời mọc. Vì vậy Hải Dương có nghĩa là "mặt trời biển Đông" hay "ánh sáng từ miền duyên hải (phía đông) chiếu về".
Thời phong kiến (trước năm 1887), Hải Dương là một miền đất rộng lớn, phía tây đến Bần Yên Nhân, Đạo Khê - bên cầu Lực Điền (thuộc Mỹ Hào, tỉnh Hưng Yên), phía đông đến vùng biển An Dương (nay thuộc thành phố Hải Phòng), phía bắc từ Trạm Điền xuống núi Tam Ban, Yên Tử (nay thuộc tỉnh Quảng Ninh), phía nam đến Tứ Kỳ, Vĩnh Bảo. Miền đất Hải Dương luôn ở vị trí chiến lược trong sự nghiệp xây dựng và bảo vệ Tổ quốc. Trong "Dư địa chí", Nguyễn Trãi đã đánh giá Hải Dương là trấn thứ nhất trong bốn kinh trấn và là phên giậu phía đông của kinh thành Thăng Long.

### Lỵ sở của Hải Dương

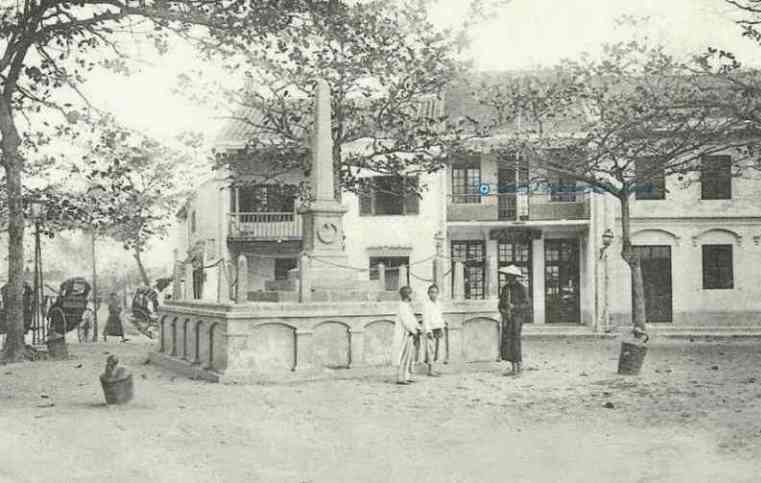
Thành phố Hải Dương thời Pháp thuộc

1.Từ thời Hùng Vương đến cuối thời Trần, lỵ sở của Hải Dương đặt thành Dền (Ngọc Lặc, Tứ Kỳ).
2.Từ cuối đời Trần đến năm 1740, lỵ sở chuyển sang đặt tại Dinh Vạn (Thành Vạn) thuộc thôn Kiều Quan, xã Mặc Động, huyện Chí Linh.
3.Từ năm 1740-41 (sau cuộc khởi nghĩa của Nguyễn Tuyển, Nguyễn Cừ ở đất Ninh Xá) đến năm 1804, lỵ sở đặt ở ở Dinh Dậu (Mao Điền - Cẩm Giàng)
4.Từ năm 1804 đến nay đặt ở Thành Đông (trấn Hàm), huyện Cẩm Giàng (nay là thành phố Hải Dương).
Như vậy, khu vực Thành Dền có lịch sử lâu đời; trong khi Chí Linh cũng có thời gian là lỵ sở Hải Dương khá dài trên dưới 400 năm.

### Lịch sử hành chính
Đời Hùng Vương, địa bàn tỉnh Hải Dương ngày nay thuộc bộ Dương Tuyền, thời nhà Tần thuộc Tượng quận, thời nhà Hán thuộc quận Giao Chỉ, thời Đông Ngô thuộc Giao Châu, nhà Đường đặt ra Hải Môn trấn, sau đổi thành Hồng Châu.
Nhà Đinh chia làm đạo, vùng Hải Dương vẫn mang tên là Hồng Châu, nhà Tiền Lê cũng theo như nhà Đinh.
Thời Nhà Lý đổi thành lộ Hồng, sau đổi thành lộ Hải Đông.
Đến thời Nhà Trần đổi lại thành lộ Hồng, rồi lại đổi thành lộ Hải Đông. Sau đó đổi làm 4 lộ: Hồng Châu thượng, Hồng Châu hạ và Nam Sách thượng, Nam Sách hạ, (còn gọi chung là Nam Sách Giang).
Năm Quang Thái thứ 10 (1397), vua Trần Thuận Tông đổi lộ Hải Đông thành trấn Hải Đông.
Thời kỳ thuộc Minh (1407-1427), vùng đất Hải Dương thuộc hai phủ Lạng Giang và Tân An.
Thời Nhà Hậu Lê, niên hiệu Thuận Thiên (1428-1433), vua Lê Thái Tổ cho thuộc Đông Đạo.
Khoảng niên hiệu Diên Ninh (1454-1459), vua Lê Nhân Tông chia lại thành 2 lộ là Nam Sách thượng và Nam Sách hạ.
Năm Quang Thuận thứ 7 (1466), vua Lê Thánh Tông đặt thừa tuyên Nam Sách.
Năm 1469 đổi làm thừa tuyên Hải Dương. Danh xưng Hải Dương chính thức ra đời, lúc này Lỵ sở đặt tại Trấn Doanh Vạn, Ải Vạn (hay còn gọi là Dinh Vạn) Xã Mạc Động huyện Chí Linh đây là trung tâm hành chính của thừa tuyên Hải Dương đến năm 1739.
Năm Hồng Đức thứ 21 (1490) đổi làm xứ Hải Dương.
Năm Hồng Thuận thứ nhất (1509), vua Lê Tương Dực đổi làm trấn Hải Dương.
Từ năm 1527 đến năm 1592, Nhà Mạc gọi là đạo Hải Dương. Năm 1529, Mạc Thái Tổ (Mạc Đăng Dung) trao ngôi vua cho con là Mạc Đăng Doanh còn Mạc Đăng Dung làm Thái thượng hoàng về Cổ Trai, lấy Nghi Dương làm Dương Kinh, trích phủ Thuận An ở Kinh Bắc và các phủ Khoái Châu, Tân Hưng, Kiến Xương, Thái Bình ở Sơn Nam cho lệ thuộc vào Dương Kinh.
Đời nhà Lê trung hưng, khoảng niên hiệu Quang Hưng (1578-1599), vua Lê Thế Tông đổi làm trấn theo nguyên như cũ.
Năm Cảnh Hưng thứ 2 (1741), vua Lê Hiển Tông chia làm 4 đạo: Thượng Hồng, Hạ Hồng, Đông Triều và An Lão.
Nhà Tây Sơn đem phủ Kinh Môn thuộc Hải Dương đổi thuộc vào Yên Quảng.

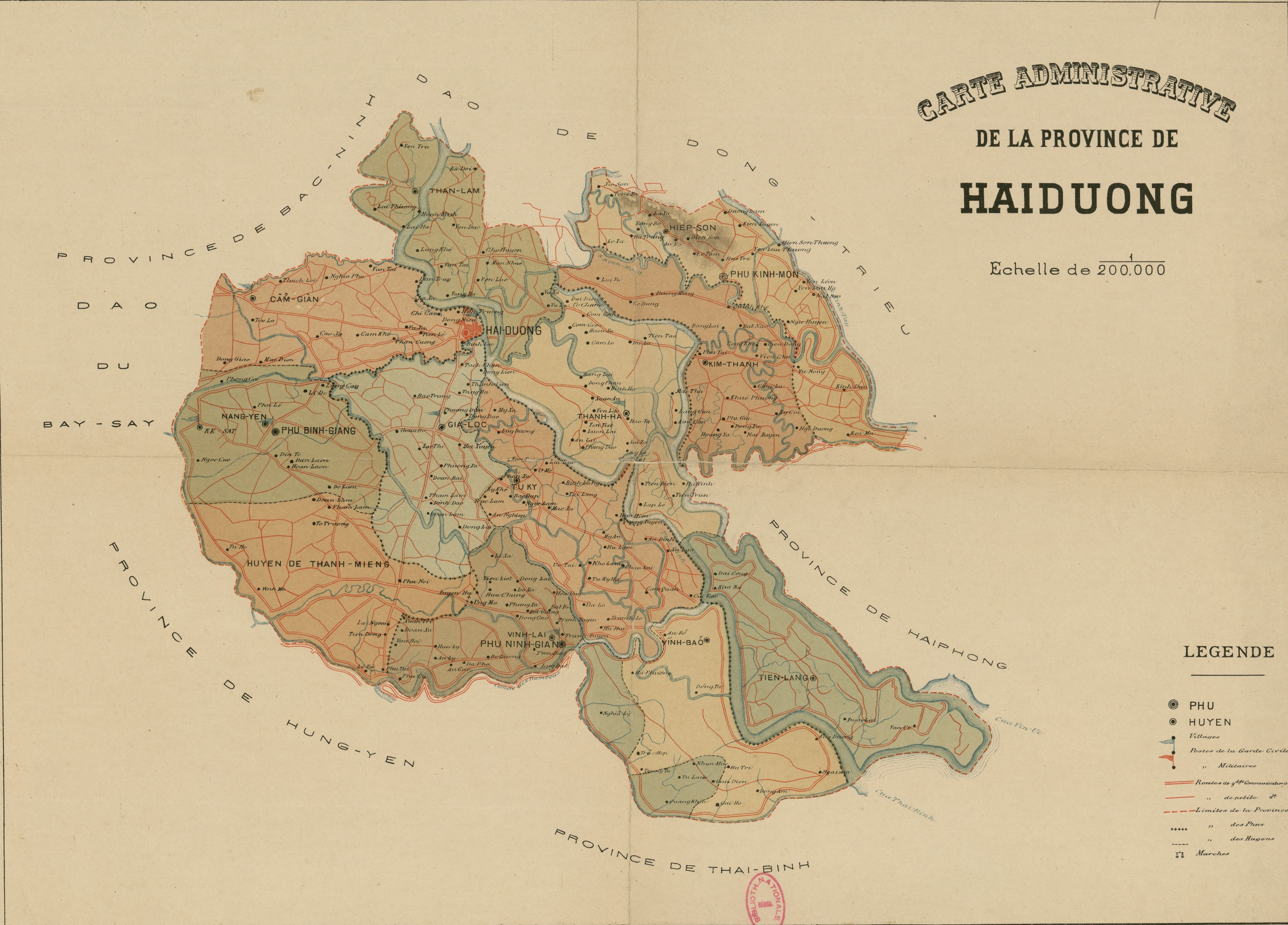
Bản đồ tỉnh Hải Dương năm 1891

Năm 1802, vua Gia Long đem Kinh Môn thuộc về trấn cũ và cho lệ thuộc vào Bắc Thành.
Năm 1804, đời vua Gia Long, lỵ sở Hải Dương được chuyển từ Mao Điền (Cẩm Giàng) về phía đông 15 km thuộc tổng Hàn Giang, huyện Cẩm Giàng, đặt trên vùng đất cao thuộc ngã ba sông Thái Bình và sông Sặt với mục tiêu trấn thành án ngữ vùng biên hải phía đông Kinh đô Thăng Long, vì vậy có tên gọi là Thành Đông, nghĩa là đô thành ở phía đông (nay là Thành phố Hải Dương ).
Năm Minh Mạng thứ 3 (1822), đổi phủ Thượng Hồng làm phủ Bình Giang, phủ Hạ Hồng làm phủ Ninh Giang, còn hai đạo Đông Triều và An Lão thì đặt làm hai huyện.
Năm Minh Mạng thứ 12 (1831) chia thành một tỉnh độc lập và đổi làm tỉnh Hải Dương gồm 5 phủ và 19 huyện.

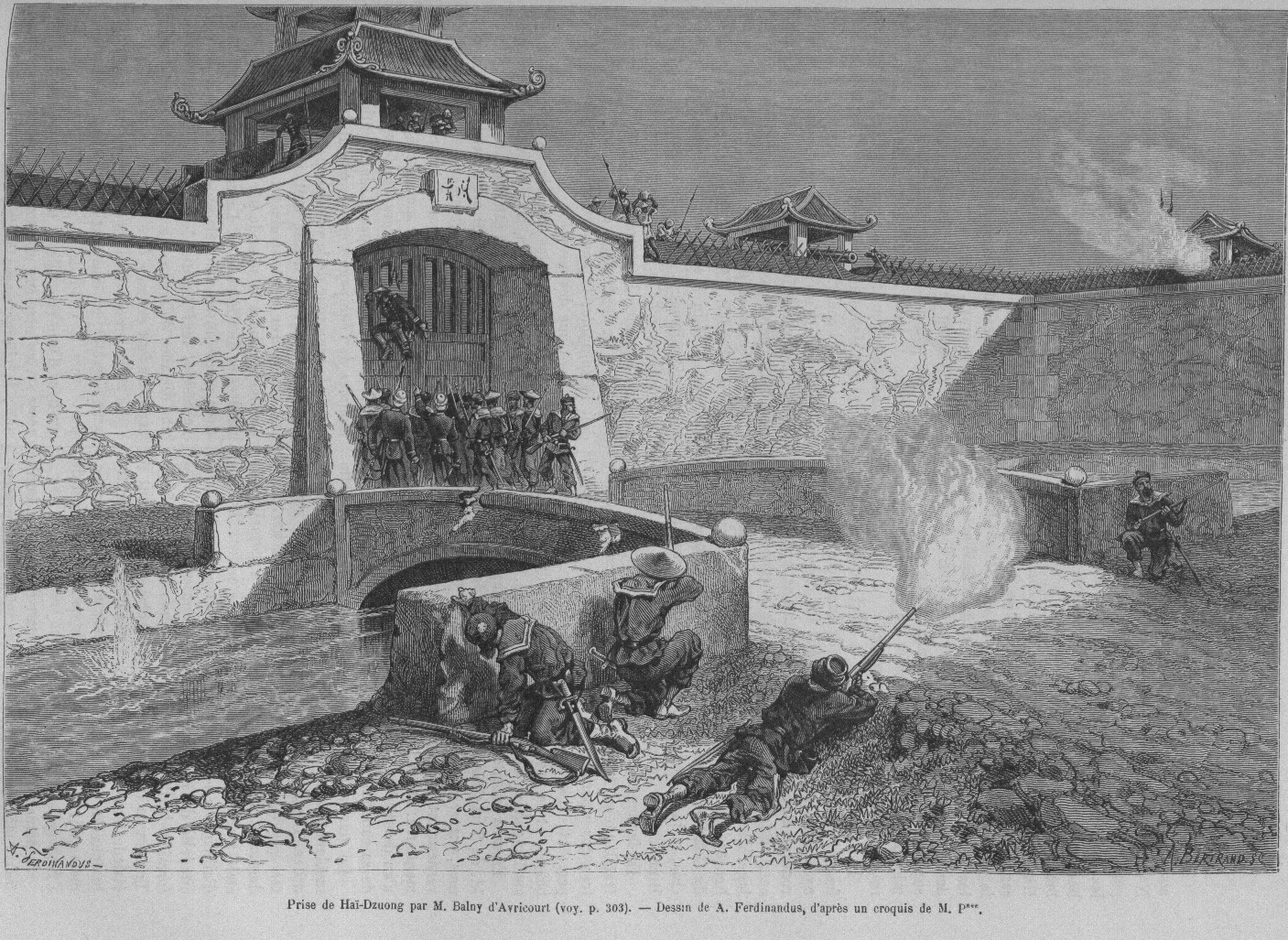
Giao chiến tại thành Hải Dương giữa thực dân Pháp và quan binh Hải Dương. Khi Adrien - Paul Balny d'Avricourt chỉ huy quân Pháp đi trên chiến hạm Espignole đổ bộ đánh chiếm Hải Dương trong Chiến tranh Pháp - Đại Nam diễn ra từ năm 1858 đến năm 1884

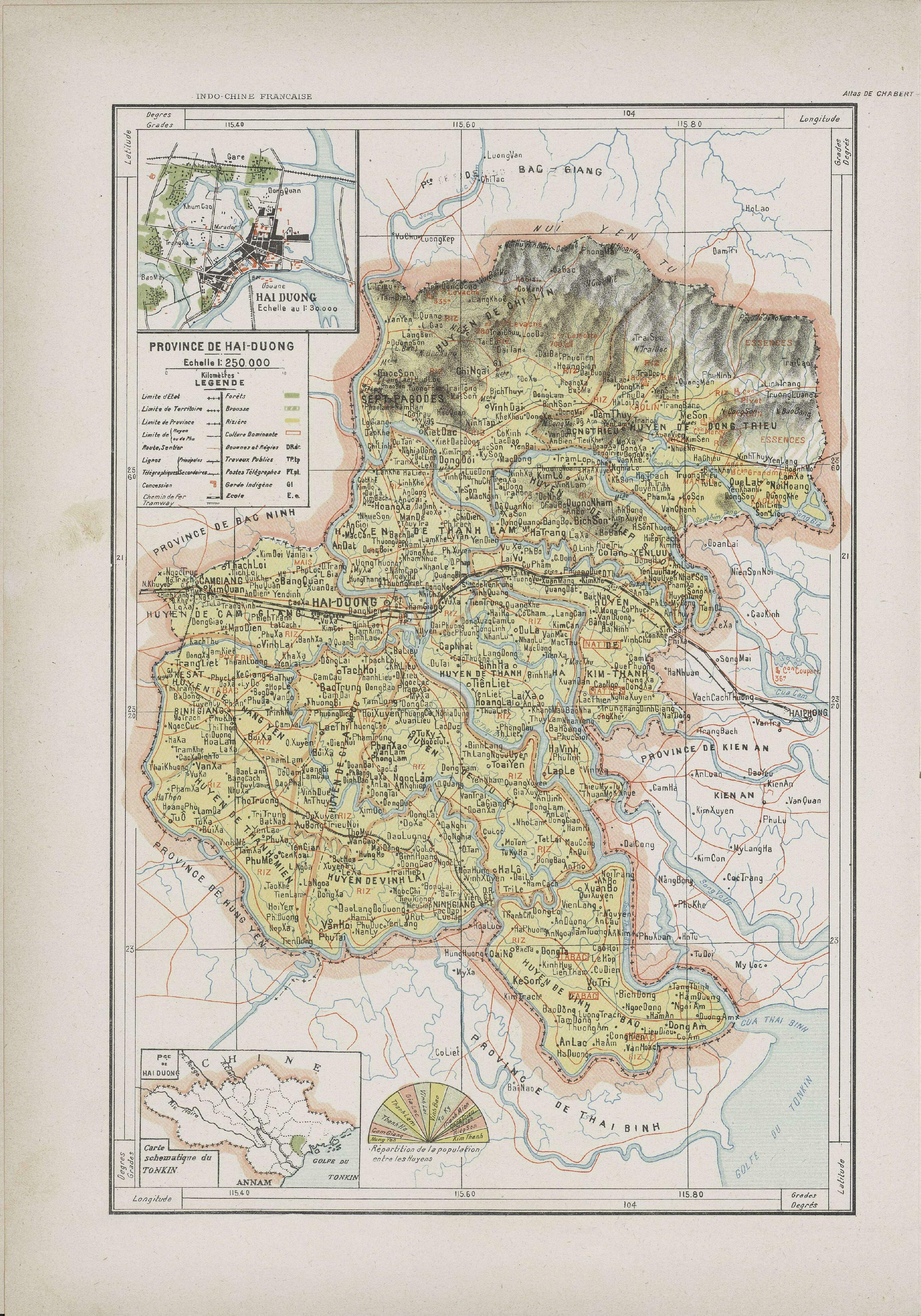
Bản đồ tỉnh Hải Dương năm 1909

Năm 1887, thực dân Pháp tách một số huyện ven biển của Hải Dương, đặt thành tỉnh Hải Phòng. Ngày 19 tháng 7 năm 1888, Tổng thống Pháp Sadi Carnot ký sắc lệnh thành lập thành phố Hải Phòng và Hà Nội - thành phố Hải Phòng chính thức có tên trên bản đồ Liên bang Đông Dương. Theo sắc lệnh thành phố Hải Phòng được tách ra từ tỉnh Hải Phòng, phần còn lại của tỉnh Hải Phòng lập thành tỉnh Kiến An.
Năm 1923, Toàn quyền Đông Dương quyết định thành lập thành phố Hải Dương.

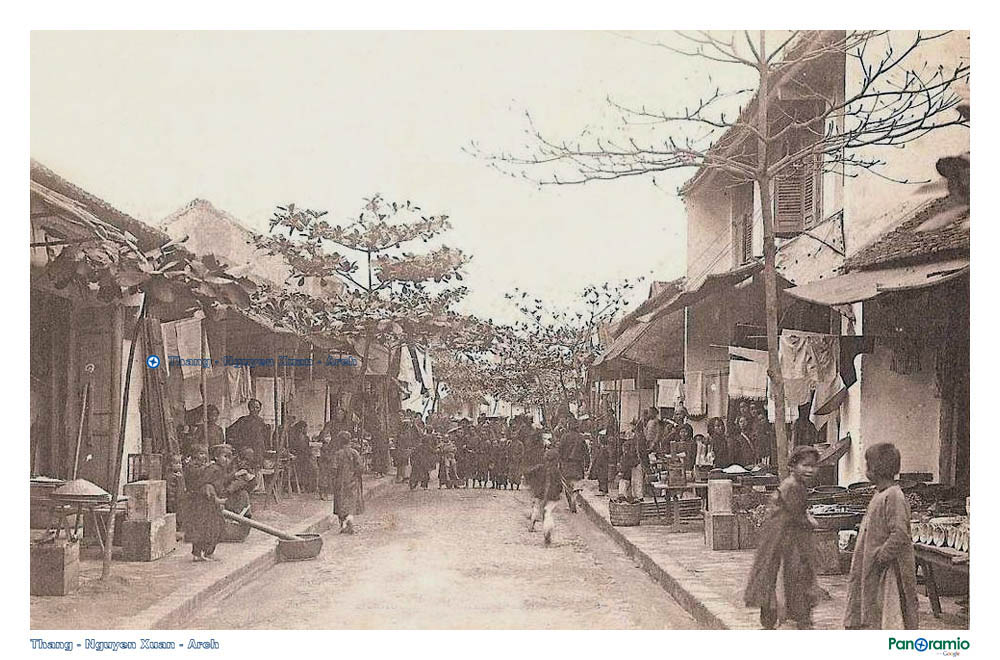
Thị trấn Ninh Giang, tỉnh Hải Dương thời Pháp thuộc. Phu Ninh Giang Rue principale

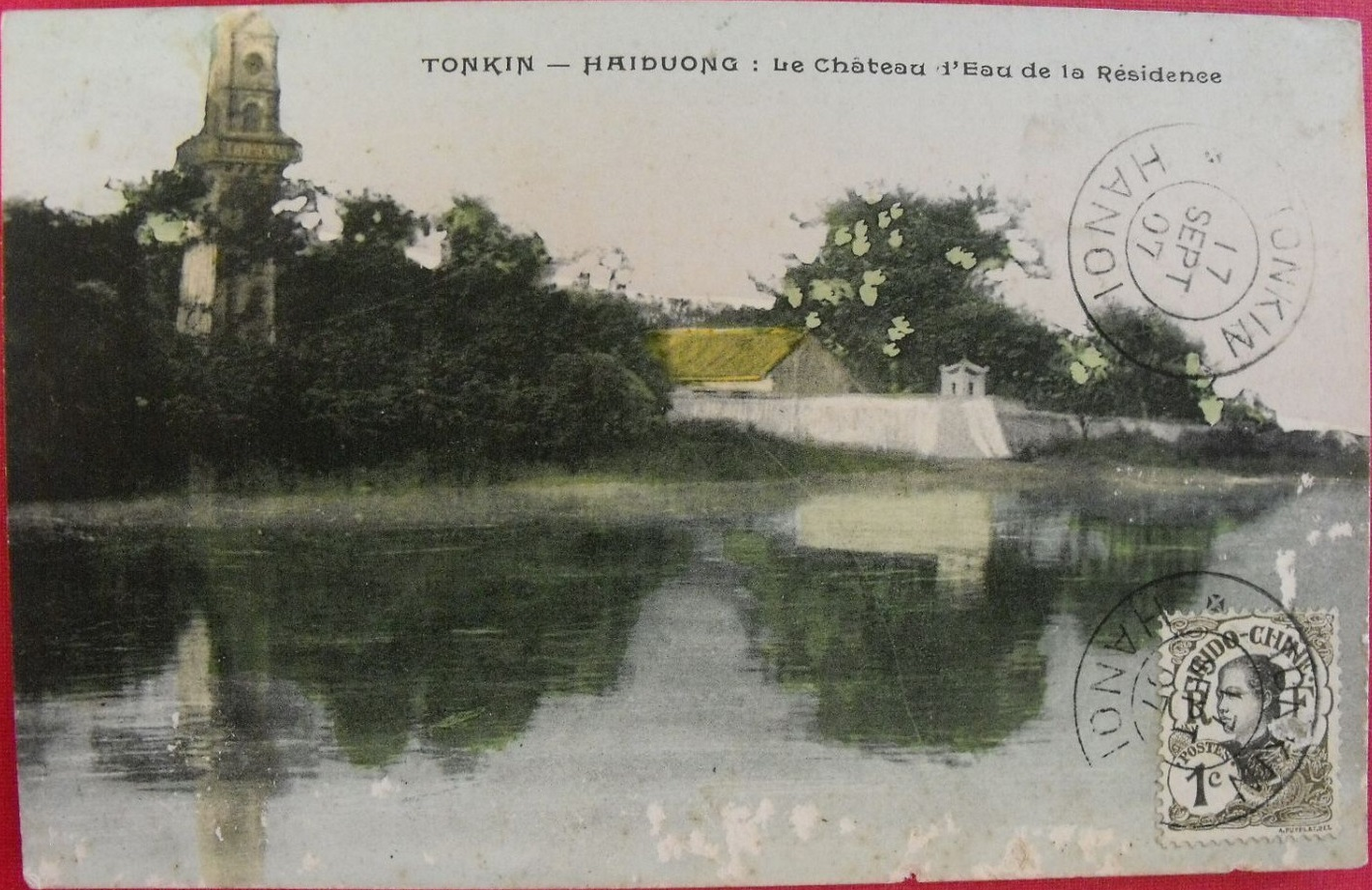
Hải Dương trong một bưu thiếp của Pháp đầu thế kỷ 20

Tháng 3 năm 1947, chia thành phố Hải Dương thành 2 quận rồi trở về thành thị xã.
Năm 1968, tỉnh Hải Dương sáp nhập với Hưng Yên thành tỉnh Hải Hưng, tỉnh lỵ là thị xã Hải Dương.
Năm 1977, hợp nhất 2 huyện Cẩm Giàng và Bình Giang thành huyện Cẩm Bình.
Năm 1979, hợp nhất 2 huyện Gia Lộc và Tứ Kỳ thành huyện Tứ Lộc; hợp nhất 2 huyện Kim Thành và Kinh Môn thành huyện Kim Môn; hợp nhất 2 huyện Nam Sách và Thanh Hà thành huyện Nam Thanh; hợp nhất 2 huyện Ninh Giang và Thanh Miện thành huyện Ninh Thanh.
Ngày 27 tháng 1 năm 1996, chia 2 huyện Tứ Lộc và Ninh Thanh thành 4 huyện như cũ.
Ngày 6 tháng 11 năm 1996, tái lập tỉnh Hải Dương từ tỉnh Hải Hưng. Khi tách ra, tỉnh Hải Dương có 9 đơn vị hành chính gồm thị xã Hải Dương và 8 huyện: Cẩm Bình, Chí Linh, Gia Lộc, Kim Môn, Nam Thanh, Ninh Giang, Thanh Miện, Tứ Kỳ.
Ngày 17 tháng 2 năm 1997, chia lại các huyện Cẩm Bình, Kim Môn và Nam Thanh thành 6 huyện như cũ.
Ngày 6 tháng 8 năm 1997, chuyển thị xã Hải Dương thành thành phố Hải Dương.
Ngày 17 tháng 5 năm 2009, thành phố Hải Dương được công nhận là đô thị loại II.
Ngày 12 tháng 2 năm 2010, chuyển huyện Chí Linh thành thị xã Chí Linh.
Ngày 1 tháng 3 năm 2019, chuyển thị xã Chí Linh thành thành phố Chí Linh.
Ngày 17 tháng 5 năm 2019, Thủ tướng Chính phủ ban hành Quyết định số 580/QĐ-TTg công nhận thành phố Hải Dương mở rộng đạt tiêu chí đô thị loại I trực thuộc tỉnh Hải Dương.
Ngày 1 tháng 11 năm 2019, chuyển huyện Kinh Môn thành thị xã Kinh Môn.
Tỉnh Hải Dương có 2 thành phố, 1 thị xã và 9 huyện như hiện nay.
Ngày 12 tháng 6 năm 2025, Quốc hội ban hành Nghị quyết số 202/2025/QH15 về việc sắp xếp đơn vị hành chính cấp tỉnh (nghị quyết có hiệu lực từ ngày 12 tháng 6 năm 2025). Theo đó, sáp nhập tỉnh Hải Dương vào thành phố Hải Phòng.

## Hành chính
Tỉnh Hải Dương có 12 đơn vị hành chính cấp huyện trực thuộc, bao gồm 2 thành phố, 1 thị xã và 9 huyện với 207 đơn vị hành chính cấp xã, bao gồm 46 phường, 10 thị trấn và 151 xã.
| Tên           | Dân số (người) | Diện tích (km²) | Hành chính        |
| ------------- | -------------- | --------------- | ----------------- |
| Thành phố (2) |                |                 |                   |
| Hải Dương     | 508.190        | 111,64          | 18 phường, 6 xã   |
| Chí Linh      | 220.421        | 282,91          | 14 phường, 5 xã   |
| Thị xã (1)    |                |                 |                   |
| Kinh Môn      | 203.638        | 165,33          | 14 phường, 8 xã   |
| Huyện (9)     |                |                 |                   |
| Bình Giang    | 145.535        | 104,70          | 1 thị trấn, 14 xã |
| Cẩm Giàng     | 158.859        | 108,95          | 2 thị trấn, 13 xã |

| Tên        | Dân số (người) | Diện tích (km²) | Hành chính        |
| ---------- | -------------- | --------------- | ----------------- |
| Gia Lộc    | 115.670        | 99,70           | 1 thị trấn, 13 xã |
| Kim Thành  | 165.782        | 112,90          | 1 thị trấn, 13 xã |
| Nam Sách   | 167.089        | 109,02          | 1 thị trấn, 14 xã |
| Ninh Giang | 190.077        | 135,40          | 1 thị trấn, 15 xã |
| Thanh Hà   | 136.858        | 140,70          | 1 thị trấn, 15 xã |
| Thanh Miện | 183.485        | 122,32          | 1 thị trấn, 16 xã |
| Tứ Kỳ      | 152.541        | 165,32          | 1 thị trấn, 19 xã |

## Dân số
Năm 2020 Tỉnh Hải Dương có 1.936.774 người. Đây cũng là tỉnh đông dân nhất Bắc Bộ (nếu không tính Hà Nội và Hải Phòng - 2 thành phố trực thuộc Trung ương). Thành phần dân số:
- Nông thôn: 65,8%
- Thành thị: 34,2%.

Tính đến ngày 1 tháng 4 năm 2019, toàn tỉnh có 6 tôn giáo khác nhau, đạt 62.274 người. Nhiều nhất là Công giáo có 52.812 người, tiếp theo là Phật giáo có 9.290 người, đạo Tin Lành có 163 người. Còn lại các tôn giáo khác như: Hồi giáo có bảy người, Phật giáo Hòa Hảo và đạo Cao Đài mỗi tôn giáo chỉ có một người.

## Kinh tế

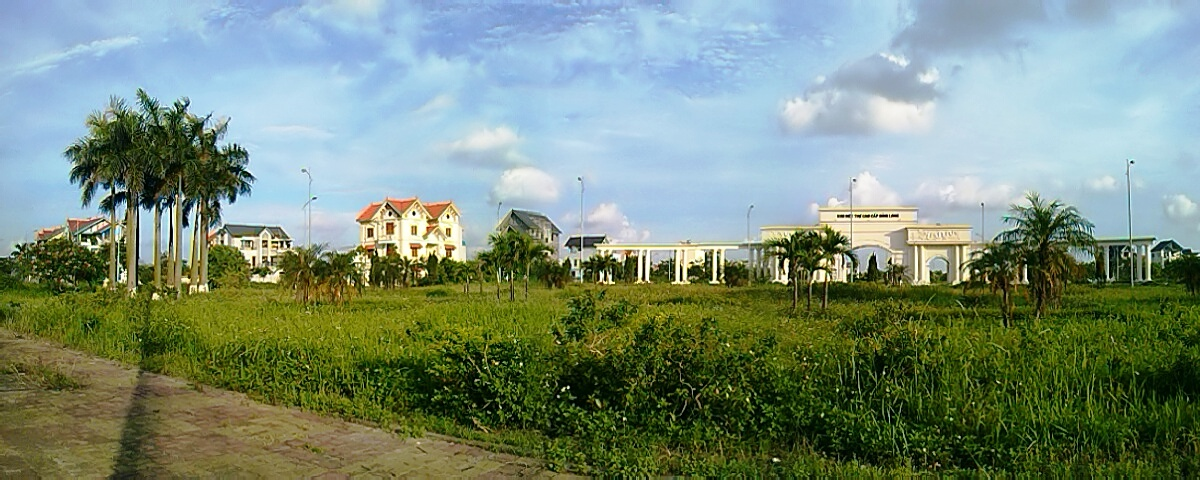
khu đô thị Đỉnh Long, phường Tân Bình, thành phố Hải Dương, tỉnh Hải Dương

Trên cơ sở số liệu ước tính được Tổng cục Thống kê công bố, Tổng sản phẩm trên địa bàn tỉnh (GRDP theo giá 2010) ước tăng 8,6% so với cùng kỳ năm trước và là mức tăng thấp thứ 2 (năm 2015 – 8,2%) trong vòng 5 năm trở lại đây, cao hơn bình quân cả nước (ước tăng gần 7,0%); thấp hơn một số tỉnh lân cận như Hải Phòng, Quảng Ninh, Hà Nam, Ninh Bình; trong đó, khu vực nông, lâm nghiệp, thủy sản (NLTS) giảm 3,1%; công nghiệp - xây dựng tăng 11,9% (công nghiệp +12,2%, xây dựng +10,1%); dịch vụ tăng 6,7%.
Đóng góp vào tăng trưởng chung 8,6%, nhóm ngành NLTS làm giảm 0,3 điểm%; công nghiệp, xây dựng đóng góp 6,7 điểm% (trong đó, công nghiệp đóng góp 6,1 điểm%, xây dựng đóng góp 0,6 điểm%); dịch vụ đóng góp 2,2 điểm%.
Cơ cấu kinh tế tiếp tục chuyển dịch theo hướng tích cực, giảm tỷ trọng nông, lâm nghiệp, thủy sản, tăng tỷ trọng khu vực công nghiệp - xây dựng và dịch vụ; cơ cấu kinh tế ước đạt 8,8% - 59,7% - 31,5% (năm 2018 là 9,9% - 57,3% - 32,8%).
Ngành NLTS năm 2018 tăng trưởng cao (+5,9%) nên đóng góp làm tăng GRDP 0,7 điểm%; tuy nhiên năm 2019 ước giảm 3,1% đã kéo "lùi" tăng trưởng của tỉnh xuống 0,3 điểm%. Đây là nguyên nhân chính làm cho GRDP của tỉnh tăng thấp hơn năm trước 0,7 điểm% (NLTS làm giảm 1 điểm%); nguyên nhân do giá trị, sản lượng cây lúa, cây vải giảm, chăn nuôi bị ảnh hưởng của dịch tả lợn châu Phi.
Ngành công nghiệp, xây dựng của tỉnh vẫn duy trì mức tăng trưởng cao, trong đó, ngành công nghiệp chế biến, chế tạo tiếp tục khẳng định là điểm sáng, động lực chính của tăng trưởng kinh tế với mức tăng cao 13,5%, đó là nhờ sự đóng góp chủ lực của các ngành sản xuất sản phẩm điện tử; ngành sản xuất trang phục; ngành sản xuất bê tông và các sản phẩm từ xi măng... Ngành xây dựng vẫn duy trì mức tăng trưởng cao, tốc độ tăng 10,1%, đóng góp 0,6 điểm phần trăm vào mức tăng trưởng chung.

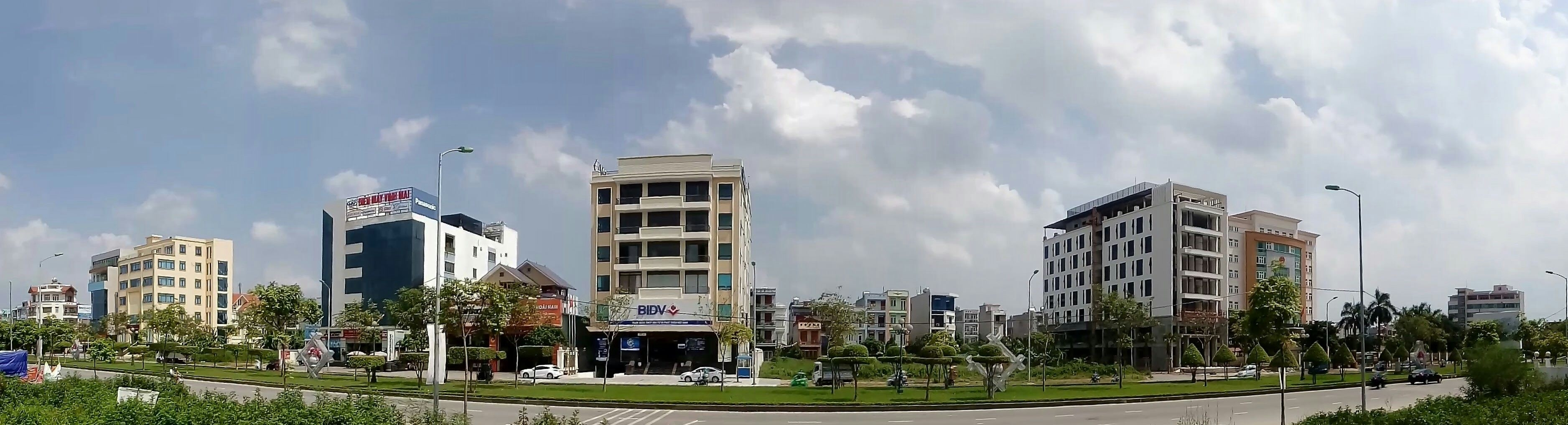
Đường Trường Chinh tổng chiều dài 3,4km, mặt cắt ngang 52m, là tuyến đường hiện đại bậc nhất thành phố Hải Dương hiện nay, có nhiệm vụ kết nối khu đô thị phía Tây, khu đô thị phía Nam, đường cao tốc Hà Nội – Hải Phòng với trung tâm hành chính thành phố Hải Dương, tỉnh Hải Dương

Về thu hút đầu tư trong nước, năm 2019, đã chấp thuận đầu tư cho 192 dự án trong nước ngoài khu công nghiệp (gồm: 128 dự án mới và 64 dự án điều chỉnh), tổng số vốn đầu tư thu hút khoảng 10.764,6 tỷ đồng, thu hồi 23 dự án.
Về thu hút đầu tư trực tiếp nước ngoài, đã thu hút được 808,3 triệu USD tăng 25% so với cùng kỳ năm 2018. Trong đó cấp mới cho 65 dự án với số vốn đăng ký 461,1 triệu USD; điều chỉnh tăng vốn đầu tư cho 30 lượt dự án với số vốn tăng thêm 362,2 triệu USD. Tổng vốn đầu tư thực hiện ước đạt 700 triệu USD. Trên địa bàn tỉnh Hải Dương hiện có 451 dự án đầu tư nước ngoài, với tổng vốn 8.382,4 triệu USD.
Năm 2019, quy mô kinh tế Hải Dương đứng thứ 5 trong khu vực các tỉnh trọng điểm kinh tế Bắc bộ, đứng thứ 11 trong cả nước, thu nhập bình quân đầu người đứng thứ 19 và thu ngân sách Nhà nước đạt 20.024 tỷ đồng - là một trong 16 tỉnh, thành tự cân đối thu chi ngân sách từ năm 2017.

## Văn hóa

### Ẩm thực
Các đặc sản, ẩm thực ở Hải Dương như: vải thiều Thanh Hà, bánh đa Lộ Cương, rươi Tứ Kỳ, thịt trâu chợ Vé, nếp cái hoa vàng Kinh Môn, rượu Phú Lộc, bún cá rô đồng, mắm cáy An Thanh, giò chả Gia Lộc, bánh gai Ninh Giang, củ đậu Kim Thành, bún tươi Đông Cận, chim cút Hà Tràng, na Hoàng Tiến, bánh cuốn Hàn Giang, cốm làng Thạc, táo thiện phiến Gia Lộc, bánh đậu xanh Hải Dương, bột sắn dây Kinh Môn, mì gạo Tống Buồng, thịt chó An Xá, giò chả Tân Hương, hành sấy Mạn Đê, gà đồi Chí Linh, cà rốt Đức Chính, chả ốc Thanh Miện, bánh đa nướng Kẻ Sặt, rươi Vĩnh Lập, nếp quýt Kim Thành, cau đông Thanh Hà, giò chả Thái Thịnh, giải ngó khoai Lê Hồng, gỏi cá mè Cẩm Hoàng, mì gạo Tống Buồng, ổi Liên Mạc, thịt chuột chợ Giống, bánh dày Gia Lộc, bánh lòng Huề Trì, dưa kiệu Ngọc Liên, mì gạo Hội Yên, rượu Văn Giang, hành tỏi Kinh Môn, bánh đa nướng Đào Lâm.

### Di tích - danh thắng
Một số di tích được Bộ văn hóa thông tin xếp hạng (gắn liền với nhân vật lịch sử, sự kiện lịch sử hay văn hóa địa phương):
- Đền Kiếp Bạc ở xã Hưng Đạo, thành phố Chí Linh
- Kính Chủ - An Phụ ở xã phường An Phụ, thị xã Kinh Môn
- Đền Cao ở An Lạc, thành phố Chí Linh
- Bến Bình Than - Trần Xá, ở xã Nhân Huệ, thành phố Chí Linh
- Đình Mộ Trạch ở xã Tân Hồng, huyện Bình Giang
- Văn miếu Mao Điền ở xã Cẩm Điền, huyện Cẩm Giàng
- Chùa Giám ở xã Cẩm Sơn, huyện Cẩm Giàng
- Chùa Côn Sơn ở phường Cộng Hòa, thành phố Chí Linh.
- Khu danh thắng Phượng Hoàng (Văn An, Chí Linh)
- Đảo cò (Chi Lăng Nam, Thanh Miện)
- Cụm di tích danh thắng Côn Sơn (Cộng Hòa, Chí Linh)

### Lễ hội
Một số lễ hội chính gắn liền với nhân vật, sự kiện lịch sử và tục thờ mẫu, tứ phủ trong cộng đồng:
- Lễ hội Côn Sơn 16-20 tháng Tám (Cộng Hòa, Chí Linh)
- Lễ hội đền Kiếp Bạc 18-20 tháng Tám (Hưng Đạo, Chí Linh)
- Lễ hội đền Cao 22-24 tháng Giêng (An Lạc, Chí Linh)
- Lễ hội đền Yết Kiêu 15-1 (Thông Quát, Gia Lộc)
- Lễ hội Tuần Tranh 14-2 (Đồng Tâm, Ninh Giang)

### Nghệ thuật chèo ở Hải Dương
Trong Tứ chiếng chèo đồng bằng sông Hồng thì Hải Dương là trung tâm của chiếng chèo Đông (vùng đất gồm Hải Dương, Hải Phòng, đông Hưng Yên, tây Quảng Ninh ngày nay). Hải Dương là cái nôi chèo lớn của Việt Nam với những tên tuổi như Huyền Nữ Phạm Thị Trân và các cố NSND Trùm Thịnh, Trùm Bông, cố NSND Trịnh Thị Lan, cố NSND Nguyễn Thị Minh Lý, NSND Minh Huệ, NSND Thúy Mơ... Đặc biệt, Nghệ nhân Phạm Thị Trân đã được vua Đinh Tiên Hoàng phong chức Ưu Bà và giao cho việc dạy múa hát trong cung đình và cho quân lính. Bà được được ghi danh là Tổ nghề đầu tiên trong lịch sử sân khấu chèo Việt Nam.
Nghệ thuật chèo được hình thành từ thế kỷ 10 tại Kinh đô Hoa Lư (Ninh Bình) dưới thời nhà Đinh. Ưu bà Phạm Thị Trân đã truyền dạy nghệ thuật chèo cho cung nữ và quân lính. Sau đó chèo phát triển rộng ra lãnh thổ Đại Cồ Việt (vùng châu thổ Bắc Bộ và các tỉnh Thanh - Nghệ - Tĩnh trở ra). Vào thế kỷ 15, vua Lê Thánh Tông đã không cho phép biểu diễn chèo trong cung đình. Chèo trở về với nông dân, gắn liền với sinh hoạt đời sống, hội hè của người Việt.
Nghệ thuật chèo Đồng bằng sông Hồng trở thành cái nôi chèo với Tứ chiếng chèo Đông, Đoài, Nam, Bắc. Chiếng Chèo là những phường Chèo hoạt động trong một vùng văn hóa, địa lý nhất định. Phong trào hát chèo xưa phân vùng chèo châu thổ sông Hồng thành 4 chiếng chèo Đông, chèo Đoài, chèo Nam, chèo Bắc với kinh đô Thăng Long - Hà Nội ở vị trí trung tâm. Mỗi chiếng có những "ngón nghề" riêng, kỹ thuật riêng, khó lưu truyền và phát triển ra đến bên ngoài do sự khác nhau trong phong cách nghệ thuật dựa trên cơ sở dân ca, dân vũ và văn hóa địa phương, chỉ người trong chiếng mới diễn được với nhau. Chiếng chèo Đông gồm khu vực các tỉnh Hải Dương, Hải Phòng, Quảng Ninh và phía đông bắc Hưng Yên.
Số liệu thống kê các hội diễn ở Hải Dương năm 2020 cho thấy có tới 80% số tiết mục là chèo, 20% số tiết mục còn lại là ca nhạc, múa. Có những đội chèo có tới trên 50 năm liên tục hoạt động như An Bình, Nam Hưng (Nam Sách), Nhân Quyền, Kiến Quốc (Bình Giang), An Lạc (Chí Linh), Bông Sen (Kinh Môn). Riêng ở xã An Bình từ một đội chèo của toàn xã, nay đã phát triển lên 4 CLB văn nghệ ở 4 thôn, mỗi CLB có trên 30 diễn viên, nhạc công, người trẻ nhất 30 tuổi, cao nhất 82 tuổi.
Nhà hát Chèo Hải Dương là đơn vị nghệ thuật chuyên nghiệp của tỉnh Hải Dương; có chức năng tổ chức biểu diễn, nghiên cứu, liên kết, hướng dẫn, truyền nghề về nghệ thuật chèo nhằm đáp ứng nhu cầu thưởng thức nghệ thuật của mọi tầng lớp nhân dân, góp phần bảo tồn và phát triển nghệ thuật truyền thống của dân tộc.

## Giáo dục - Y tế

### Giáo dục
Hải Dương là đất học từ xa xưa, vùng đất Xứ Đông này là quê hương của nhiều nho sĩ, Trạng nguyên Việt Nam và Thủ khoa Đại Việt. Trong thời kì phong kiến Hải Dương có 12 Trạng nguyên (tính theo đơn vị hành chính mới, 15 vị tính theo đơn vị hành chính cũ) đứng thứ hai cả nước (sau Bắc Ninh) và có 3 Thủ khoa Đại Việt, hàng ngàn tiến sĩ, bảng nhãn, thám hoa.
Nằm bên đường quốc lộ 5, cách thành phố Hải Dương 15 km về phía bắc, thuộc xã Cẩm Điền, huyện Cẩm Giàng (Hải Dương), văn miếu Mao Điền được biết tới là một trong số ít văn miếu hàng tỉnh còn tồn tại ở Việt Nam. Lịch sử của văn miếu bắt đầu từ hơn 500 năm về trước. Từ giữa thế kỷ 15 cho đến khoa thi cuối cùng của nhà Nguyễn, nơi đây trở thành nơi thi hương của vùng trấn Hải Dương. Đặc biệt trong thời Nhà Mạc (1527-1593) đã bốn lần tổ chức thi đại khoa ở Mao Điền. Chỉ đứng sau Văn Miếu - Quốc Tử Giám, với hơn 500 năm tồn tại và thờ hơn 600 vị tiến sĩ, văn miếu Mao Điền đã trở thành niềm tự hào về truyền thống hiếu học của con người Xứ Đông.
Nền giáo dục hiện tại của Hải Dương được xem là một trong cái nôi đào tạo nhân tài của Việt Nam. Nhiều học sinh gốc từ Hải Dương đã đạt giải cao trong các kỳ thi Olympic Quốc tế. Trong kỳ thi toán Quốc tế, nổi bật như Đinh Tiến Cường  huy chương vàng toán Quốc tế năm 1989 với số điểm tuyệt đối 42/42, hiện tại là giáo sư toán học tại Đại học Paris 6 .

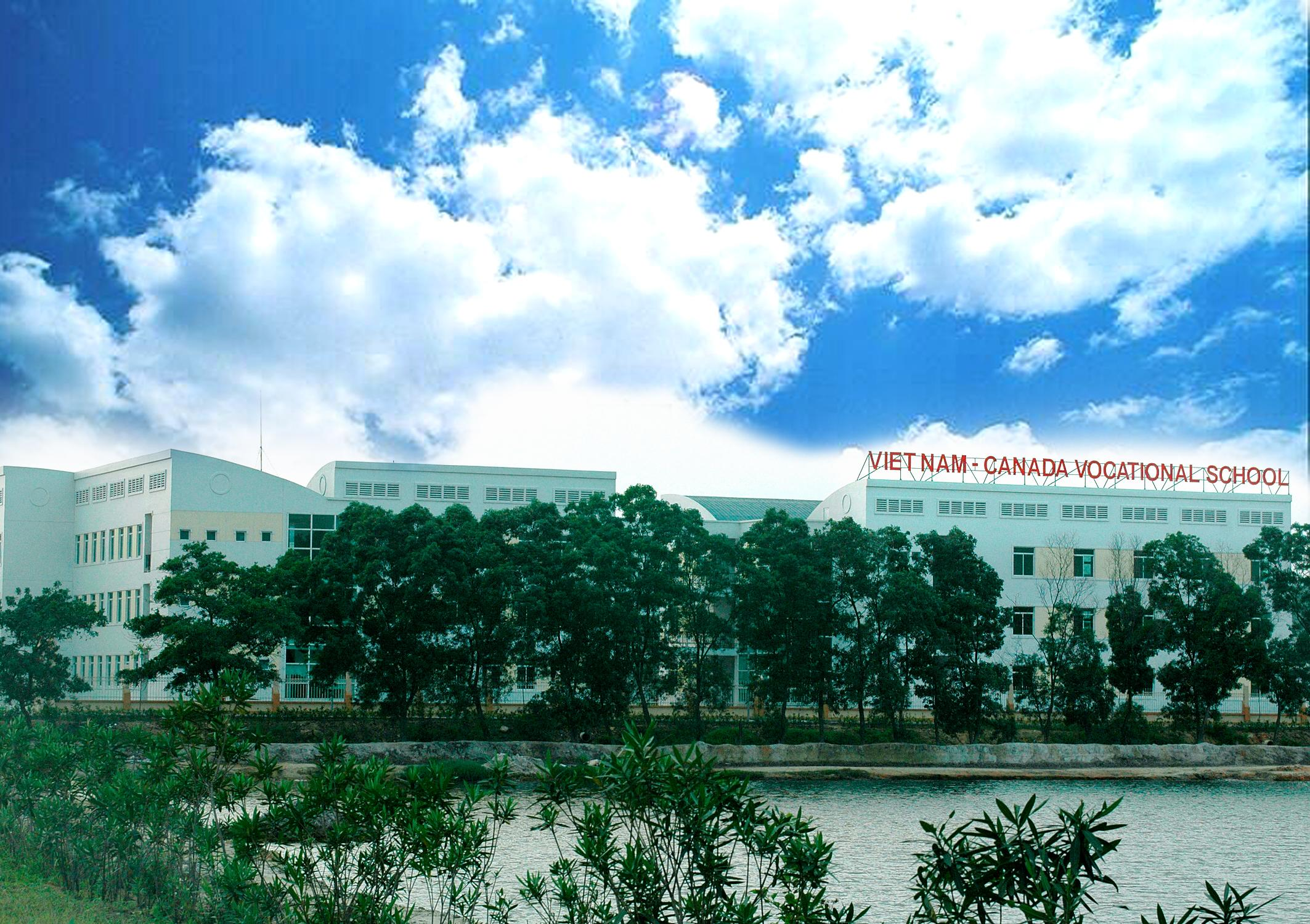
Trường trung cấp nghề Việt Nam - Canada. Phường Cộng Hòa, thành phố Chí Linh, tỉnh Hải Dương

Trong các kỳ thi Cao đẳng và Đại học, cũng như các kỳ thi học sinh giỏi quốc gia. Hải Dương luôn trong nhóm dẫn đầu của Việt Nam. Trong kỳ thi học sinh giỏi quốc gia 2012, Hải Dương đứng thứ 5 cả nước (theo đơn vị tỉnh thành) về tổng số huy chương .
Trên địa bàn Hải Dương có các trường Đại học và cao đẳng: 
1. Cao đẳng Dược Trung ương Hải Dương
2. Đại học Kỹ thuật Y tế Hải Dương
3. Đại học Sư phạm Kỹ thuật Hưng Yên - Cơ sở 3 Hải Dương
4. Đại học Kinh tế kỹ thuật Hải Dương - Cơ sở Hải Dương
5. Trường Đại học Hải Dương
6. Trường Đại học Thành Đông
7. Đại học Sao Đỏ - thành phố Chí Linh
8. Trường Cao đẳng Licogi.
9. Trường Cao đẳng Du lịch và Công thương
10. Trường cao đẳng giao thông đường bộ
11. Trường Cao Đẳng Nghề Hải Dương

### Y tế
Ở Hải Dương có hàng chục bệnh viện phục vụ cho người dân, trong đó một số bệnh viện nổi bật như:
1. Bệnh viện Đại học Kỹ thuật Y tế Hải Dương
2. Bệnh viên Đa khoa tỉnh Hải Dương
3. Bệnh viện Quân Y 7
4. Bệnh viện Nhi Hải Dương
5. Bệnh viện Phụ sản Hải Dương
6. Bệnh viện Nhiệt Đới Hải Dương
7. Bệnh viện Mắt và da liễu Hải Dương.
8. Bệnh viện Phục hồi chức năng Hải Dương
9. Bệnh viện Phổi Hải Dương
10. Bệnh viện Y học cổ truyền Hải Dương.
11. Bênh viện Đa khoa Hòa Bình
12. Bệnh viện Tâm thần Hải Dương
13. Bệnh viện Phong-Chí Linh
14. Bệnh viện Đa khoa khu vực Nhị Chiểu

15.Trung tâm Kiểm soát bệnh tật tỉnh (CDC Hải Dương)
16. Các Trung tâm Y tế của Thành phố, Thị xã và các huyện trong tỉnh
17. Bệnh viện Mắt Quốc tế DND Hải Dương

## Giao thông

### Đường bộ
Hải Dương là tỉnh có nhiều đoạn quốc lộ chạy qua:

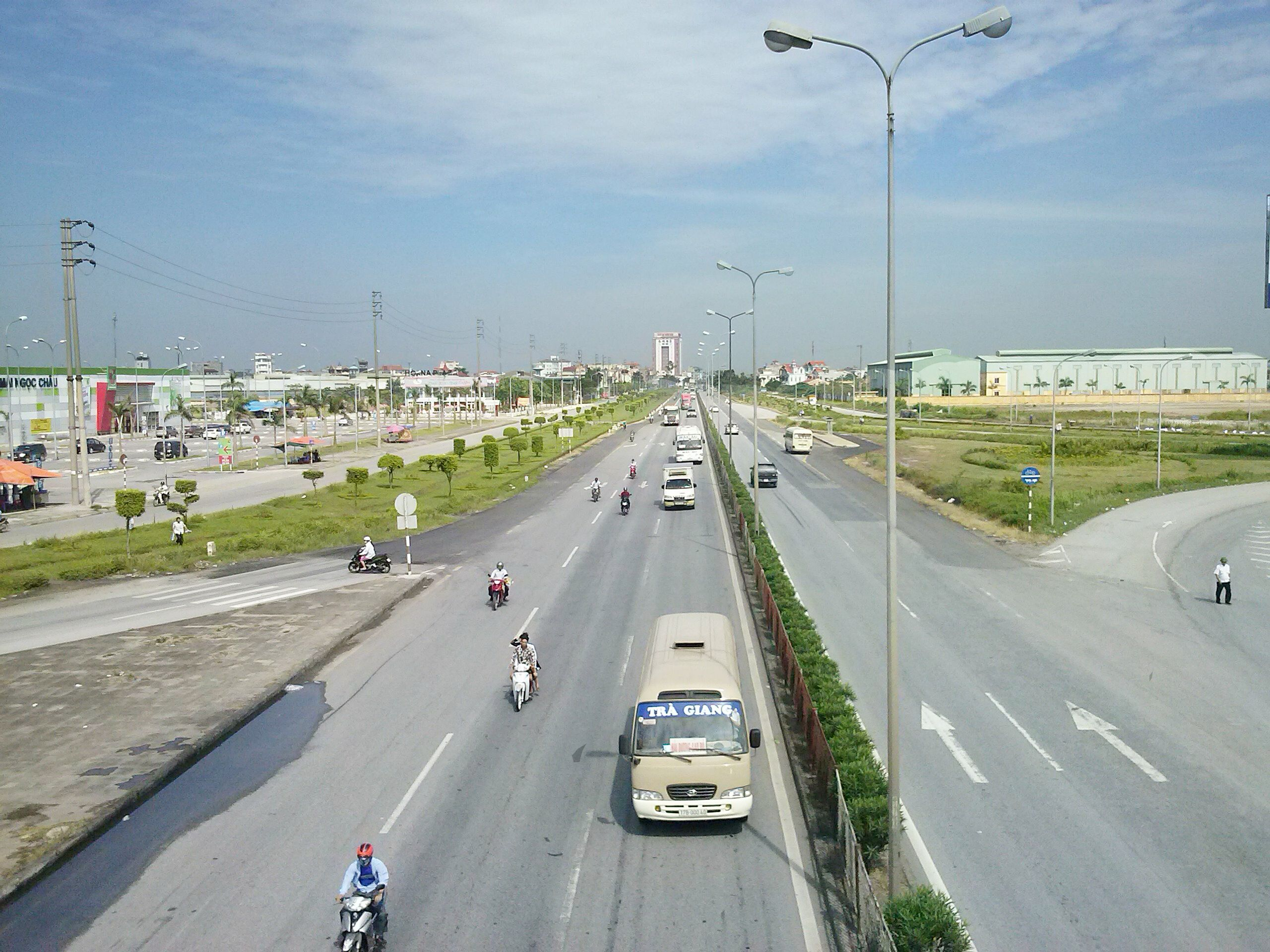
Quốc lộ 5 đoạn chạy qua Hà Nội - Hưng Yên - Hải Dương - Hải Phòng

1. Quốc lộ 5 từ Hà Nội tới Hải Phòng, phần chạy ngang qua giữa tỉnh Hải Dương dài 44,8 km
2. Quốc lộ 18 từ Hà Nội qua Bắc Ninh, Hải Dương đến vùng than và cảng Cái Lân của tỉnh Quảng Ninh. Phần đường chạy qua Chí Linh dài 20 km
3. Quốc lộ 37 từ Ninh Giang (giáp Vĩnh Bảo, Hải Phòng) đến Chí Linh (giáp Lục Nam, Bắc Giang)
4. Quốc lộ 38 dài 13 km là đường cấp III đồng bằng
5. Quốc lộ 38B dài 145,06 km là đường cấp III đồng bằng, nối Hải Dương tới Ninh Bình
6. Quốc lộ 10, dài 9 km. Quy mô cấp III đồng bằng
7. Đường cao tốc Hà Nội - Hải Phòng (quốc lộ 5B): quy mô cấp quốc gia.
8. Ngoài ra còn có đường tỉnh với 14 tuyến dài 347,36 km (đường nhựa tiêu chuẩn cấp III đồng bằng) và đường huyện 392,589 km và 1.386,15 km đường xã đảm bảo cho xe ô tô đến tất cả các vùng trong mọi mùa.

### Đường sắt

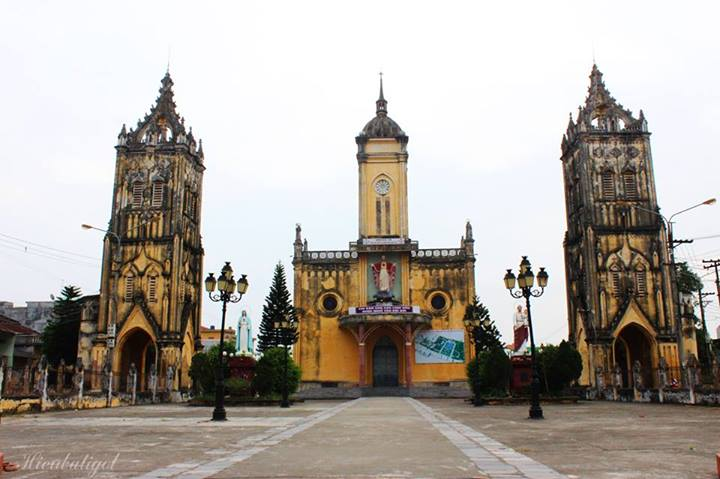
Nhà thờ Giáo xứ Kẻ Sặt, thị trấn Kẻ Sặt, huyện Bình Giang, tỉnh Hải Dương

Hải Dương có tuyến đường sắt Hà Nội - Hải Phòng chạy song song với đường 5, vận chuyển hàng hóa, hành khách qua 7 ga trong tỉnh Hải Dương. Ngoài ra còn có tuyến đường sắt Yên Viên - Cái Lân chạy qua Chí Linh, là tuyến đường vận chuyển hàng lâm, nông, thổ sản ở các tỉnh miền núi phía bắc ra nước ngoài qua cảng Cái Lân (Quảng Ninh), cũng như hàng nhập khẩu và than cho các tỉnh này.

### Đường thủy
Hải Dương có 16 tuyến sông chính nối với các sông nhỏ dài 400 km; các loại tàu, thuyền trọng tải 500 tấn có thể qua lại. Cảng Cống Câu công suất 300.000 tấn/năm và hệ thống bến bãi đáp ứng về vận tải hàng hoá bằng đường thủy một cách thuận lợi. Hệ thống giao thông trên là điều kiện cho việc giao lưu kinh tế từ trong tỉnh đi cả nước và nước ngoài thuận lợi.Hiện tại trên địa bàn tỉnh Hải Dương có 12 tuyến sông do Trung ương quản lý như Sông Thái Bình, sông Thương, sông Luộc, sông Kinh Thầy, sông Kinh Môn,... Tổng chiều dài 274,5 km, trong đó có sông Thái Bình, sông Luộc là những tuyến đường thủy quan trọng của khu vực đồng bằng sông Hồng.

### Các tuyến xe buýt
Hiện tại, có tất cả 16 tuyến xe buýt xuất phát từ thành phố Hải Dương đi đến trung tâm các huyện trong tỉnh Hải Dương và các tỉnh, thành lân cận.
- Các tuyến xuất phát từ Bến xe Hải Dương:
  - 202 Hải Dương - Hà Nội
  - 206 Hải Dương - Hưng Yên
  - 216 Hải Dương - Sặt - Hưng Yên
- Các tuyến xuất phát từ Bến xe Hải Tân:
  - 2 TP. Hải Dương - Thanh Hà
  - 19 TP. Hải Dương - Nam Sách
  - 207 Hải Dương - Uông Bí
  - 215 Hải Dương - Lương Tài
  - 217 Hải Dương - Bắc Ninh.
- Các tuyến phố nội đô: Đại lộ Trần Hưng Đạo thành phố Hải Dương
  - 208 Hải Dương - Bắc Giang
  - 209 Hải Dương - Thái Bình
  - 1 TP. Hải Dương - Thanh Hà
  - 18 TP. Hải Dương - Phú Thái - Mạo Khê
  - 8 TP. Hải Dương - Kim Thành
  - 7 TP. Hải Dương - Bóng - Cầu Dầm
  - 5 TP. Hải Dương - Bình Giang - Hà Chợ
- Các tuyến xuất phát từ Điểm đỗ Bắc đường Thanh Niên (Siêu thị Marko cũ):
  - 6 TP. Hải Dương - Bến Trại
  - 9 TP. Hải Dương - TT. Tứ Kỳ - Quý Cao - Ninh Giang
  - 27 TP. Hải Dương - Gia Lộc - Ninh Giang.
- Các tuyến xe buýt ngoại tỉnh:
  - BN02 Bắc Ninh - Sao Đỏ (Tần suất 10-20 phút/chuyến, riêng thứ hai 5-20 phút/chuyến Thời gian hoạt động: 5h-21h)

## Danh nhân
- Nhà văn hóa Phạm Quỳnh quê quán ở làng Lương Ngọc (nay thuộc xã Thúc Kháng), phủ Bình Giang, tỉnh Hải Dương. Ông là nhà báo, nhà văn và quan đại thần cuối triều Nguyễn (Việt Nam). Ông là người đi tiên phong trong việc quảng bá chữ Quốc ngữ và dùng tiếng Việt - thay vì chữ Nho hay tiếng Pháp - để viết lý luận, nghiên cứu.
- Nhạc sĩ Phạm Tuyên, cựu chủ tịch Hội Âm nhạc Hà Nội. Ông sinh ngày 12 tháng 1 năm 1930, quê ở thôn Lương Ngọc, xã Thúc Kháng, huyện Bình Giang, Hải Hưng (nay là Hải Dương). Ông là con thứ 9 của học giả Phạm Quỳnh (1892-1945).[29]
- Nhạc sĩ Đỗ Nhuận, Tổng thư ký đầu tiên của Hội nhạc sĩ Việt Nam khóa I và II từ 1958 đến 1983, một trong những nhạc sĩ tiên phong của âm nhạc cách mạng. Đỗ Nhuận còn là nhạc sĩ Việt Nam đầu tiên viết opera với vở Cô Sao, cũng là tác giả của bản Du kích Sông Thao nổi tiếng. Đỗ Nhuận quê ở thôn Hoạch Trạch xã Thái Học, huyện Cẩm Bình, Hải Dương. Sinh ngày 10 tháng 12 năm 1922.[30]
- Nhạc sĩ Đỗ Hồng Quân (sinh 1956) quê ở thôn Hoạch Trạch, xã Thái Học, huyện Cẩm Bình, Hải Dương, là đại biểu Quốc hội Việt Nam khóa 11, thuộc đoàn đại biểu Hà Tây. Ông là một nhạc sĩ, hiện giữ chức Chủ tịch hội Nhạc sĩ Việt Nam, và là con trai của nhạc sĩ lừng danh Đỗ Nhuận.[31]
- Ba anh em nhà văn nhóm Tự Lực Văn đoàn là Thạch Lam, Nhất Linh, Hoàng Đạo quê ở huyện Cẩm Giàng.
- Nhà văn Thạch Lam (1910 - 1942) là một nhà văn Việt Nam thuộc nhóm Tự Lực văn đoàn. Ông cũng là em ruột của 2 nhà văn khác trong nhóm Tự Lực văn đoàn là Nhất Linh và Hoàng Đạo. Ngoài bút danh Thạch Lam, ông còn có các bút danh là Việt Sinh, Thiện Sỹ.Các tác phẩm: Gió đầu mùa (tập truyện ngắn, Nhà xuất bản Đời nay, 1937), Nắng trong vườn (tập truyện ngắn, Nhà xuất bản Đời nay, 1938) Ngày mới (truyện dài, Nhà xuất bản Đời nay, 1939) Theo giòng (bình luận văn học, Nhà xuất bản Đời nay, 1941), Sợi tóc (tập truyện ngắn, Nhà xuất bản Đời nay, 1942), Hà Nội băm sáu phố phường (bút ký, Nhà xuất bản Đời nay, 1943) và hai quyển truyện viết cho thiếu nhi:Quyển sách, Hạt ngọc. Cả hai đều do Nhà xuất bản Đời Nay ấn hành năm 1940.[32]
- Nghệ sĩ Nhân dân Trọng Khôi quê xã Kim Đính, huyện Kim Thành, tỉnh Hải Dương tốt nghiệp khóa đầu tiên ĐH Sân khấu năm 1964, ông đầu quân cho Đoàn kịch Trung ương, tiền thân Nhà hát kịch Việt Nam. Năm 1970, ông là Đội trưởng Đội Kịch nói Nhà hát kịch Việt Nam. Từ năm 1985-1989 ông đảm nhiệm vị trí Phó Giám đốc Nhà hát kịch Việt Nam, sau đó giữ chức Giám đốc nhà hát đến năm 2000. Từ năm 1999 đến 2009, ông là Chủ tịch Hội Nghệ sĩ Sân khấu Việt Nam.[33]
- Nhà thơ Trần Đăng Khoa (sinh ngày 24 tháng 4 năm 1958), quê làng Trực Trì, xã Quốc Tuấn, huyện Nam Sách, tỉnh Hải Dương, là một nhà thơ, nhà báo, biên tập viên Tạp chí Văn nghệ Quân đội, hội viên của Hội Nhà văn Việt Nam. Ông nguyên là Trưởng ban Văn học Nghệ thuật, Giám đốc Hệ Phát thanh có hình VOVTV của Đài tiếng nói Việt Nam. Hiện nay, ông giữ chức Phó Bí thư Đảng ủy Đài Tiếng nói Việt Nam.
- Mạc Đĩnh Chi (1272 - 1346), người xã Lũng Động, huyện Chí Linh, nay là thôn Lũng Động, xã Nam Tân, huyện Nam Sách, tỉnh Hải Dương.Trong kỳ thi năm Giáp Thìn (1304), Mạc Đĩnh Chi thi đỗ hội nguyên, sau đó thi Đình đỗ trạng nguyên khi mới chỉ 24 tuổi. Ông ra làm quan, trải qua ba triều vua, gồm Trần Anh Tông, Trần Minh Tông và Trần Hiến Tông. Qua một lần được cử đi sứ nhà Minh, với tài đối đáp của mình, ông được các quan bên ấy nể phục và được phong là ''Lưỡng quốc Trạng nguyên''.
- Triệu Xuân (sinh năm 1952, Ninh Giang, Hải Dương) là một nhà văn, nhà báo Việt Nam, Ủy viên Ban chấp hành Hội nhà văn Việt Nam.

### Văn hoá
- Trần Nhượng: diễn viên, NSND
- Ngô Hồng Quang: nhạc sĩ nhạc thể nghiệm
- Quý Dương: ca sĩ thính phòng
- Đăng Dương: ca sĩ, NSUT
- Mạc Văn Khoa: diễn viên hài
- Vương Dung: ca sĩ đoạt giải nhất Sao Mai 2005
- Thu Thủy: ca sĩ đoạt giải nhất Sao Mai 2017
- Đồng Lan: ca sĩ
- Mạc Trung Kiên: người mẫu
- Dương Domic: ca sĩ
- Thùy Chi: ca sĩ
- Hà Hương: diễn viên
- Thanh Hương: diễn viên
- Hoàng Khánh Ngọc : giải vàng Siêu mẫu Việt Nam 2004
- Hương Giang : Hoa hậu Hải Dương 2006
- Lương Thị Hoa Đan: Á hậu 1 Hoa hậu các Dân tộc Việt Nam 2022
- Ngô Thị Trâm Anh : Hoa hậu Trái Đất Việt Nam 2025

### Nguyên lãnh đạo

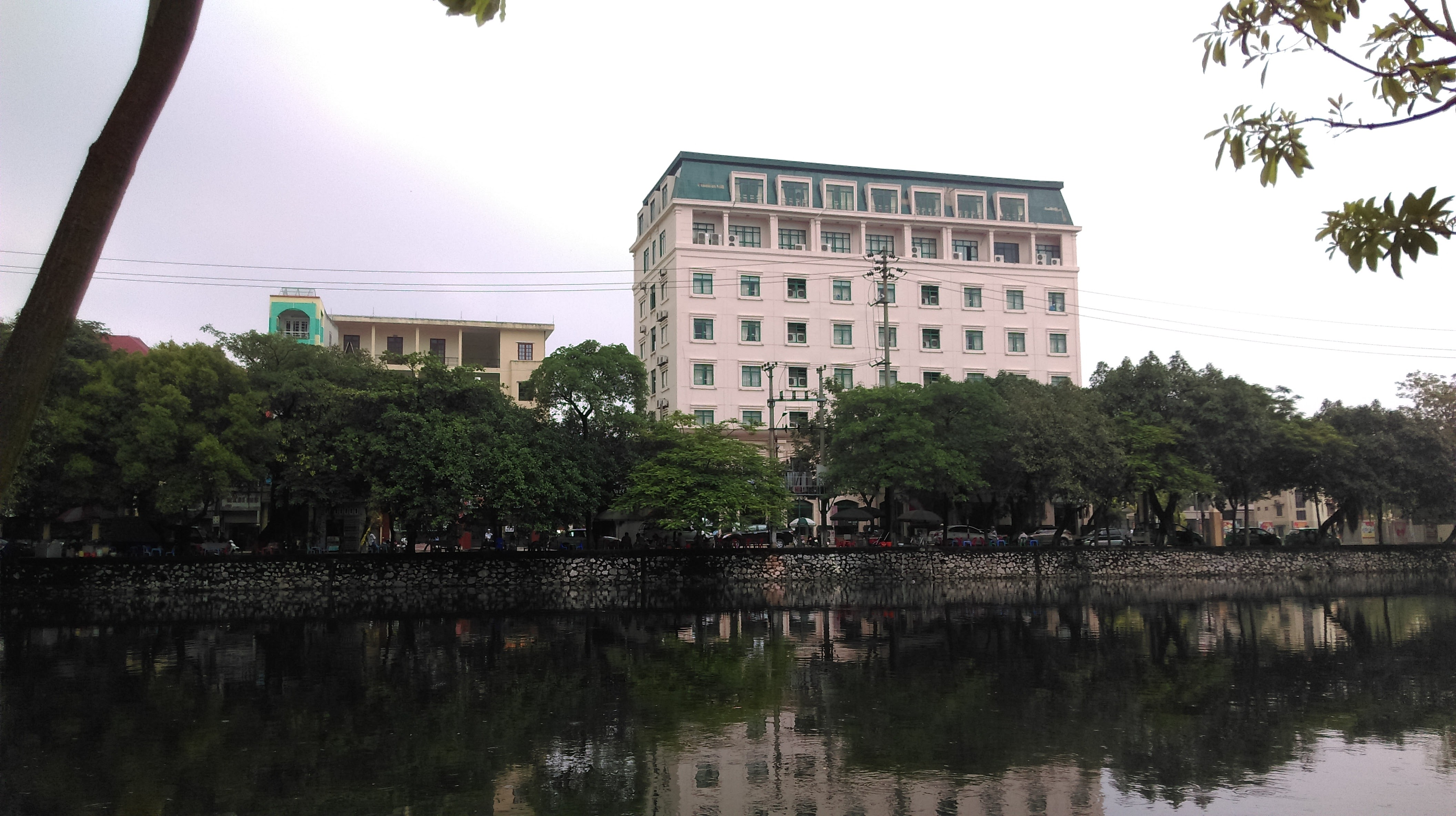
Nhà khách Bạch Đằng

- Nguyễn Lương Bằng: Phó Chủ tịch nước Việt Nam (1969 – 1979), Tổng Giám đốc Ngân hàng quốc gia Việt Nam, đại sứ đầu tiên của Việt Nam tại Liên Xô cũ (1952 – 1956), Tổng Thanh tra Chính phủ (1956).
- Lê Thanh Nghị:Phó Thủ tướng của Việt Nam từ năm 1960 đến 1980, Phó chủ tịch kiêm Tổng thư ký Hội đồng Nhà nước (1982-1986).
- Nguyễn Hới
- Phạm Thế Duyệt: Ông từng là Ủy viên Ban Chấp hành Trung ương Đảng các khóa V đến VIII, Bí thư Trung ương Đảng khóa VI, Ủy viên Bộ Chính trị Ban Chấp hành Trung ương Đảng Cộng sản Việt Nam các khóa VII và VIII, ủy viên Thường vụ-Thường trực Bộ chính trị (1997-2001), từng là Bí thư Thành ủy Hà Nội, Tổng Thư ký Tổng Công đoàn Việt Nam (nay là Tổng Liên đoàn Lao động Việt Nam) khóa V, Chủ tịch Ủy ban Trung ương Mặt trận Tổ quốc Việt Nam khóa V, đại biểu Quốc hội từ khóa đến khóa XI.
- Vũ Đức Đam: Phó Thủ tướng Chính phủ Việt Nam (nhiệm kì 2016-2021), Bí thư Ban cán sự Đảng Bộ Y tế, Quyền Bộ trưởng Bộ Y tế Việt Nam (nhiệm kì 2016-2021)
- Nguyễn Thị Minh: Nguyên Thứ trưởng, Tổng Giám đốc Bảo hiềm xã hội Việt Nam, nguyên Thứ trưởng Bộ Tài chính, nguyên Chủ tịch UBND tỉnh Hải Dương.
- Nguyễn Văn Rinh: nguyên Thứ trưởng Bộ Quốc phòng Việt Nam; Chủ tịch Hội Nạn nhân chất độc da cam/dioxin Việt Nam
- Nguyễn Đức Kiên: Nguyên Phó chủ tịch Quốc hội, nguyên chủ tịch UBND Tỉnh ủy Hải Dương.
- Phạm Văn Thọ: Nguyên Phó Ban Tổ chức trung ương, nguyên Bí thư Tỉnh ủy Hải Dương
- Nguyễn Văn Chiền: Nguyên chủ nhiệm văn phòng Chủ tịch nước
- Lê Truyền: Nguyên Phó chủ tịch Ủy ban trung ương Mặt trận Tổ quốc Việt nam
- Đặng Bích Liên: Nguyên Thứ trưởng Bộ Văn hóa Thể thao và Du lịch, nguyên Phó chủ tịch Ủy ban nhân dân tỉnh Hải Dương
- Nguyễn Trọng Thừa: Nguyên Thứ trưởng Bộ Nội vụ, Nguyên Cục trưởng Bộ Nông nghiệp và Phát triển nông thôn, nguyên Phó chủ tích thường trực UBND Tỉnh Hải Dương.
- Nguyễn Vinh Hiển: Thứ trưởng Bộ Giáo dục và Đào tạo, nguyên Giám đốc Sở Giáo dục và Đào tạo Tỉnh Hải Dương.
- Hà Văn Hiền: Nguyên chủ nhiệm UB ngân sách Quốc hội, chủ tịch, bí thư tỉnh ủy Quảng Ninh và Hà Tây cũ.
- Có bí thư tỉnh ủy bị khai trừ khỏi Đảng, bị khởi tố và bắt giam.[34] Có chủ tịch UBND tỉnh bị cách tất cả các chức vụ trong Đảng và xóa tư cách Chủ tịch.[35]

## Hình ảnh

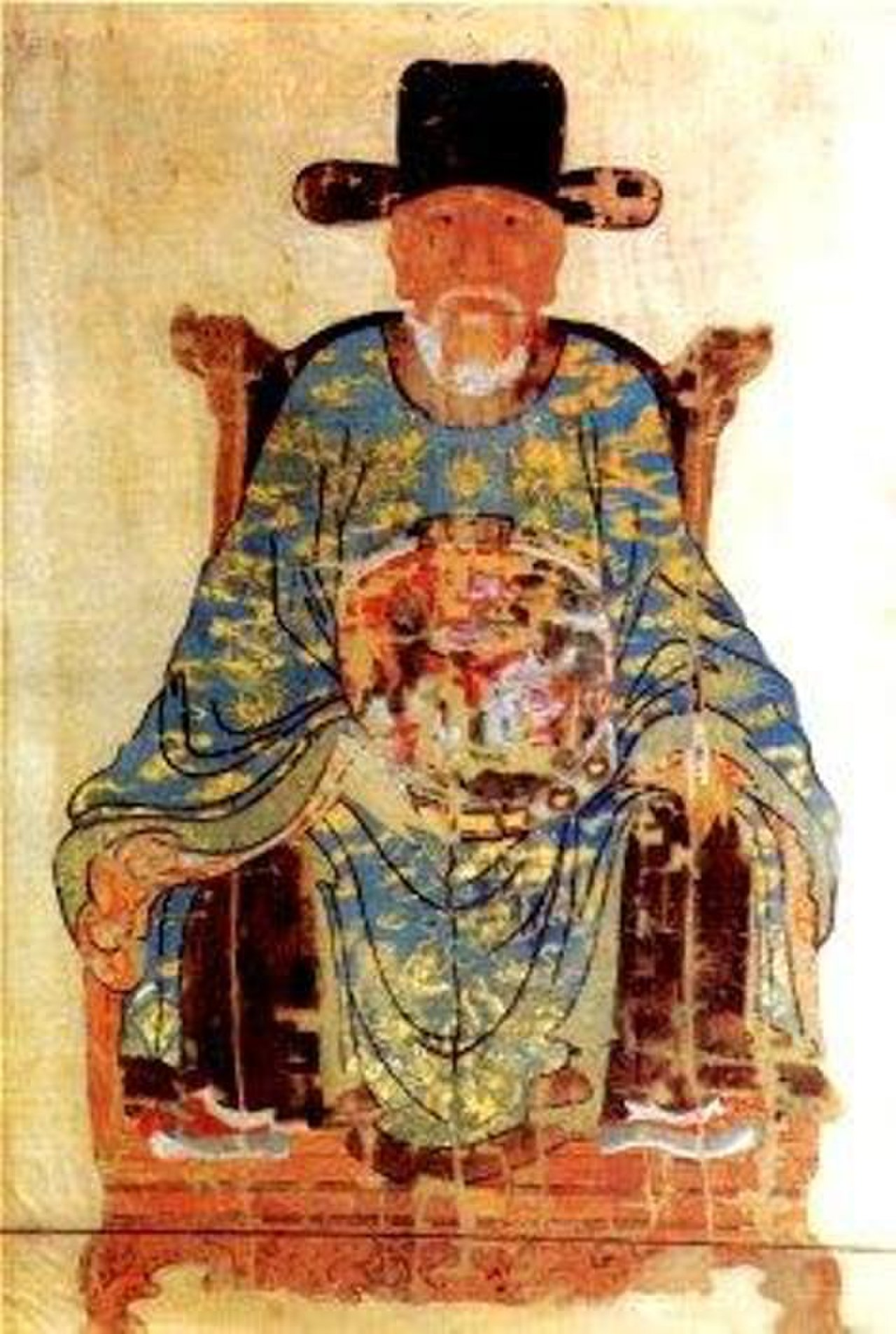
Nguyễn Trãi (1380 – 19 tháng 9 năm 1442)
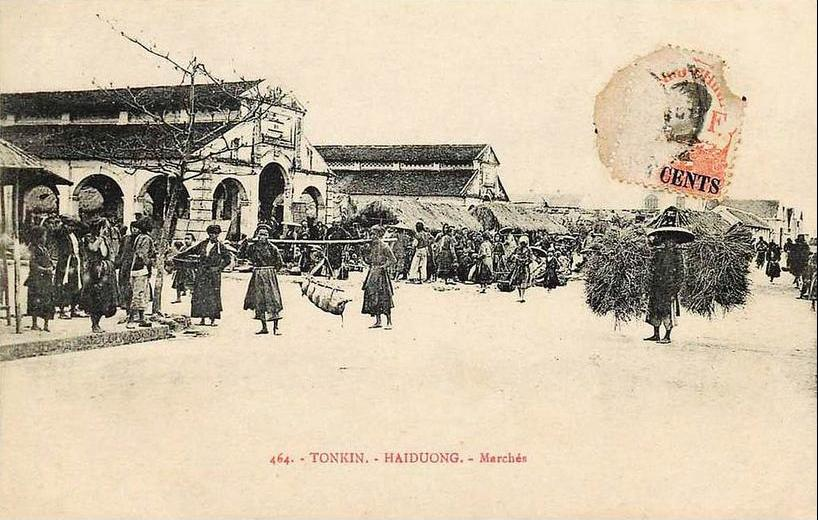
Một khu chợ tại Hải Dương khoảng cuối thế kỷ 19 - đầu thế kỷ 20 thời kỳ Pháp thuộc
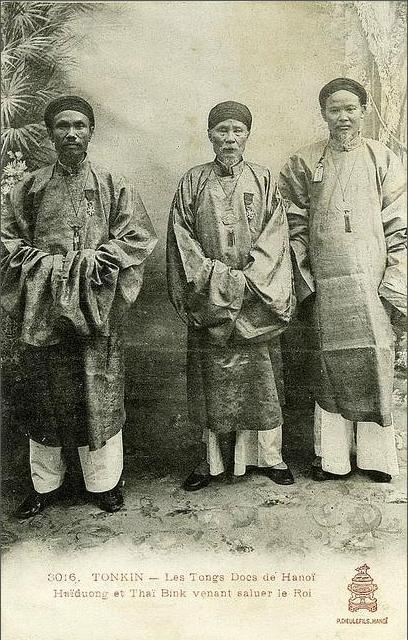
Các Tổng đốc Hà Nội, Hải Dương, Thái Bình khoảng cuối thế kỷ 19 - đầu thế kỷ 20
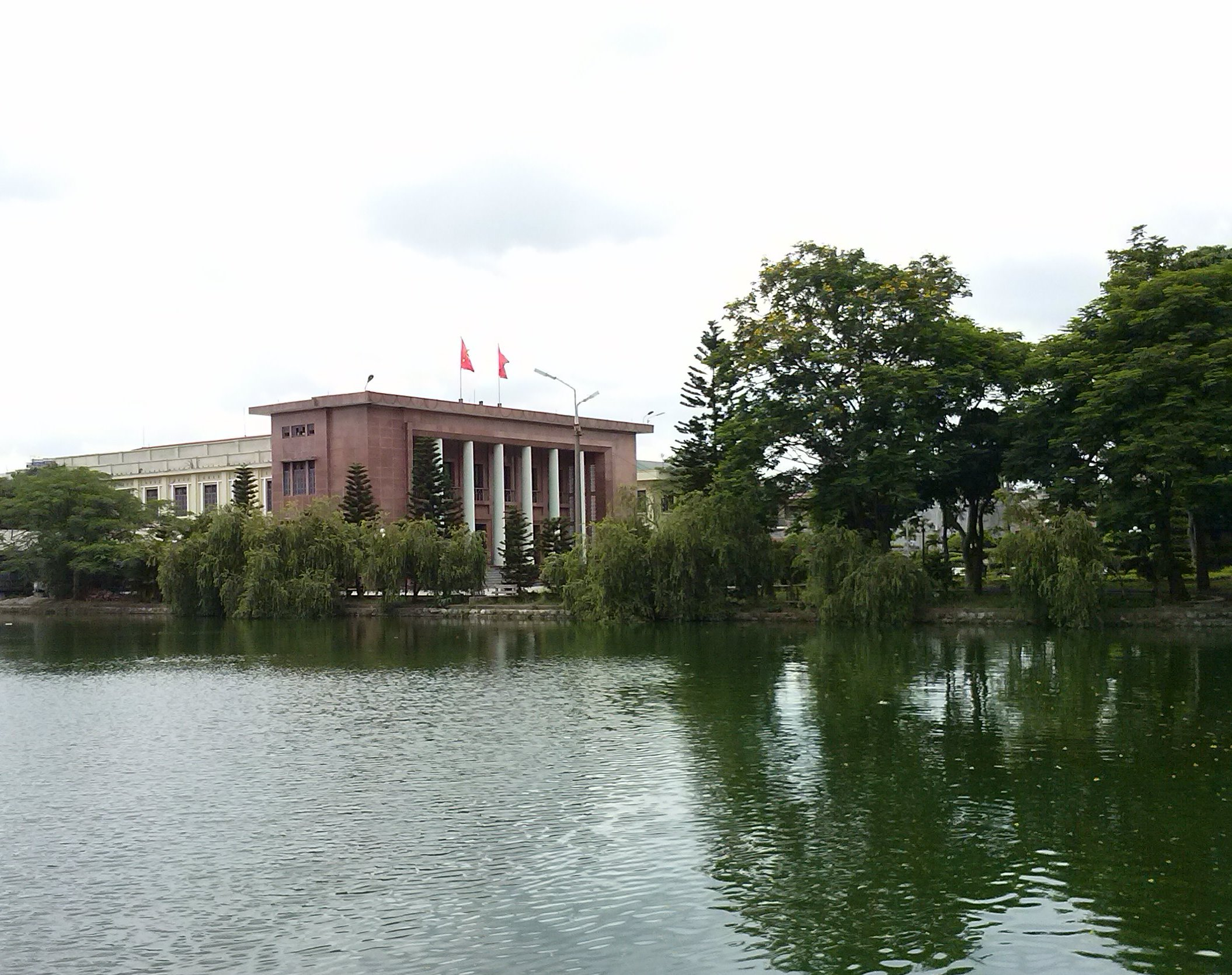
Hội trường Trung tâm Văn hóa tỉnh Hải Dương
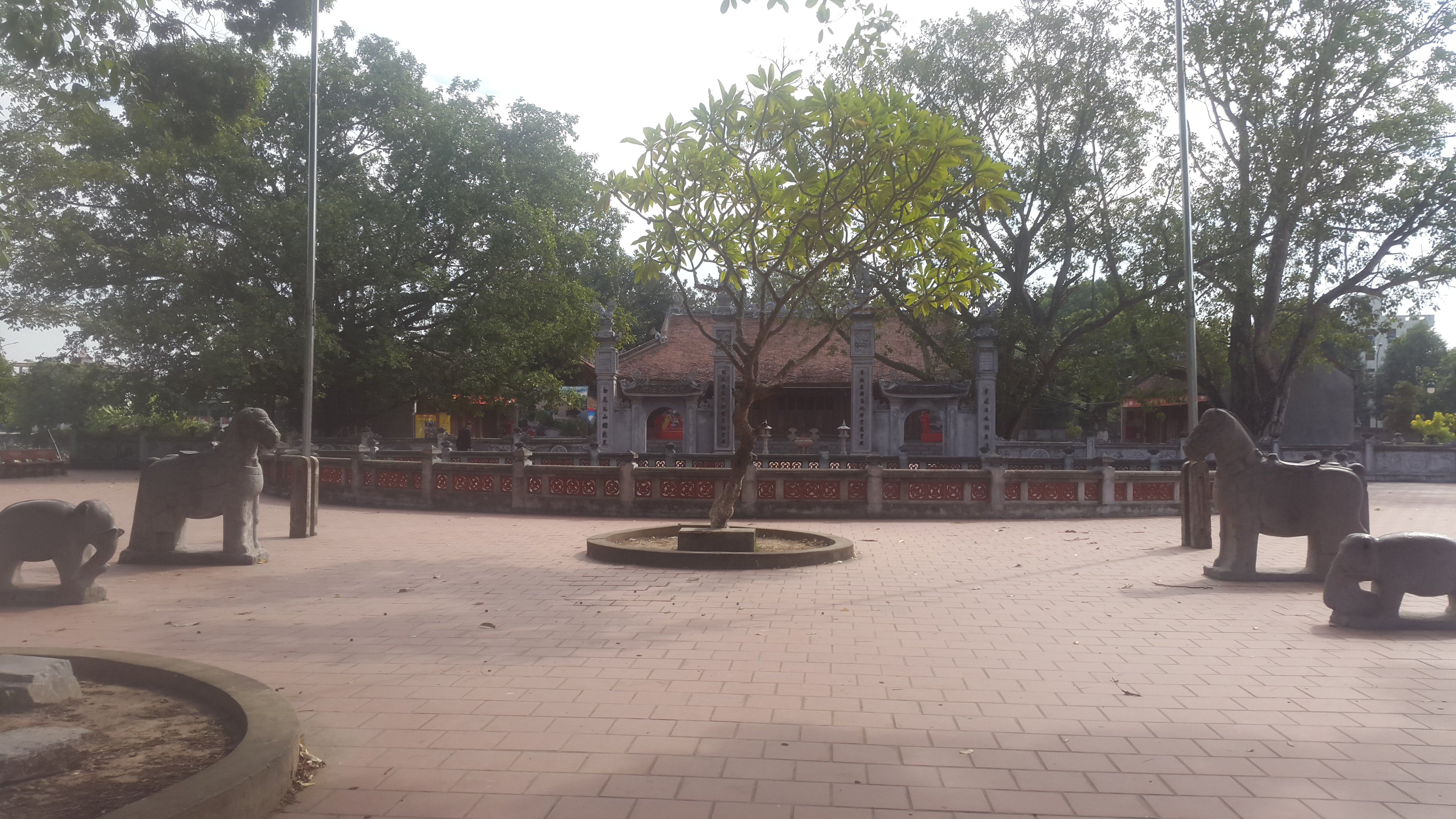
Đền Quát "Yết Kiêu thần từ" nơi thờ tướng Yết Kiêu thôn Hạ bì, xã Yết Kiêu, huyện Gia Lộc, tỉnh Hải Dương
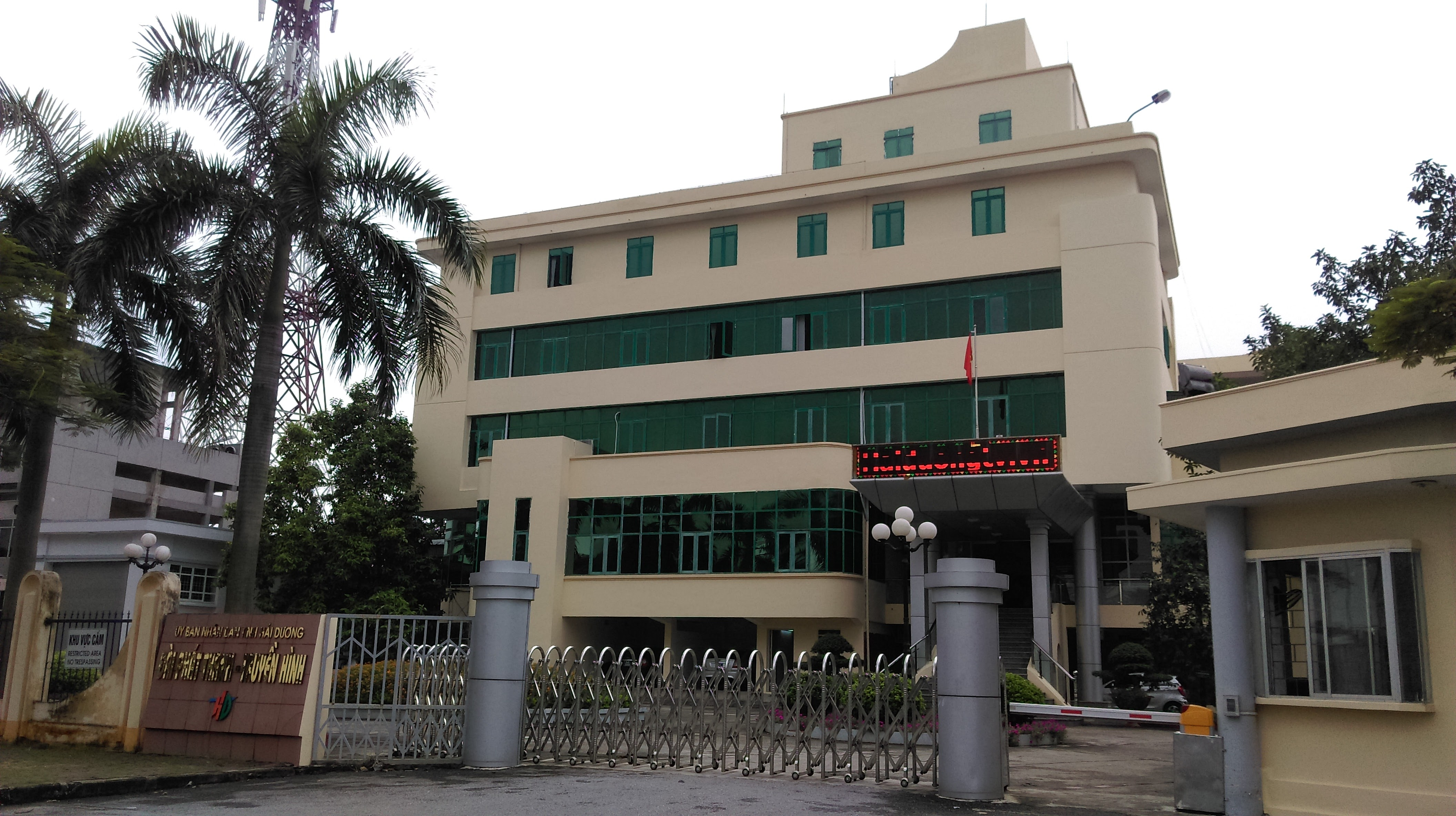
Đài Phát thanh - Truyền hình Hải Dương
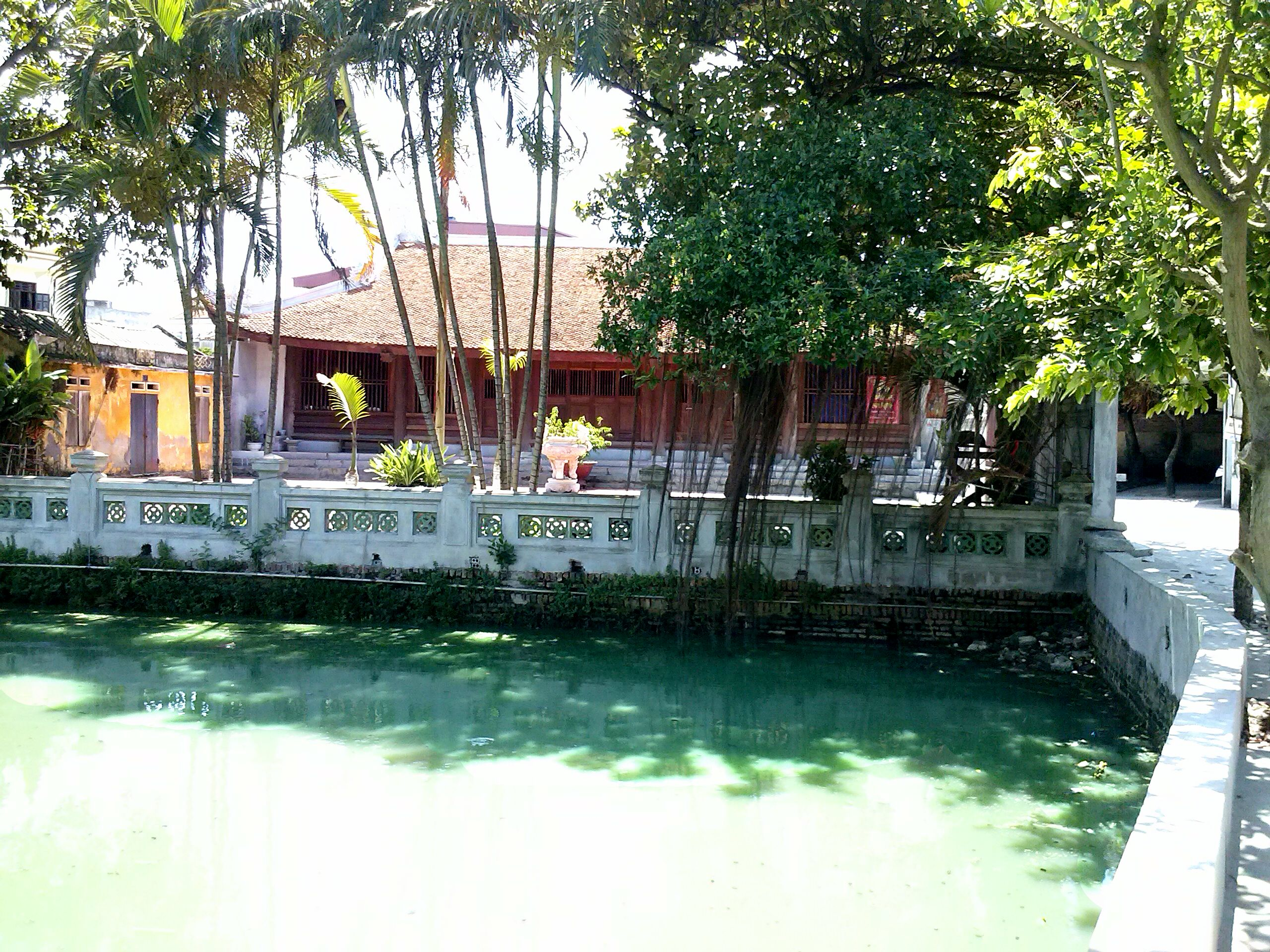
Đền Sượt, phường Thanh Bình, thành phố Hải Dương, tỉnh Hải Dương
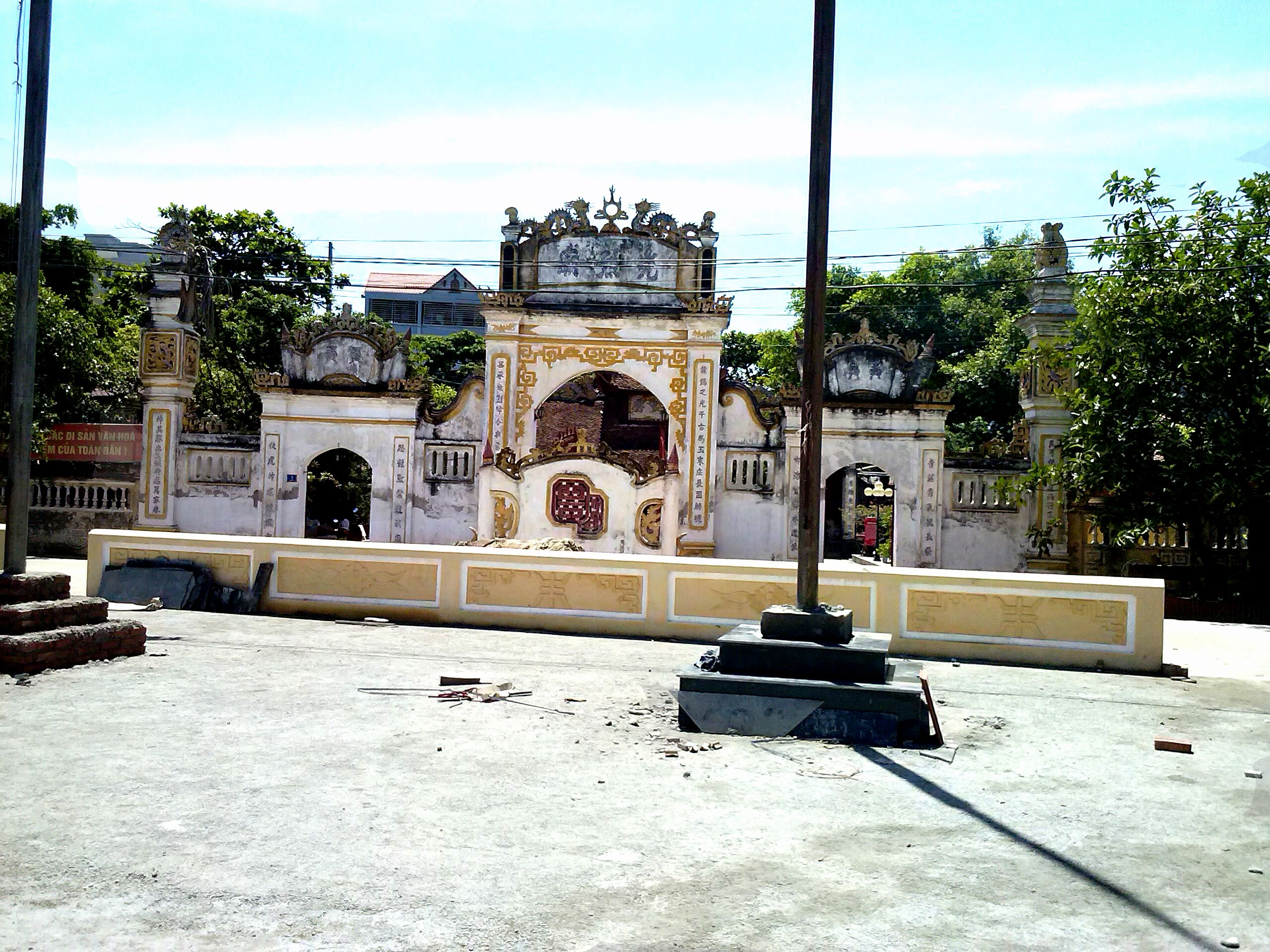
Cổng vào Đền Sượt, phường Thanh Bình, thành phố Hải Dương, tỉnh Hải Dương
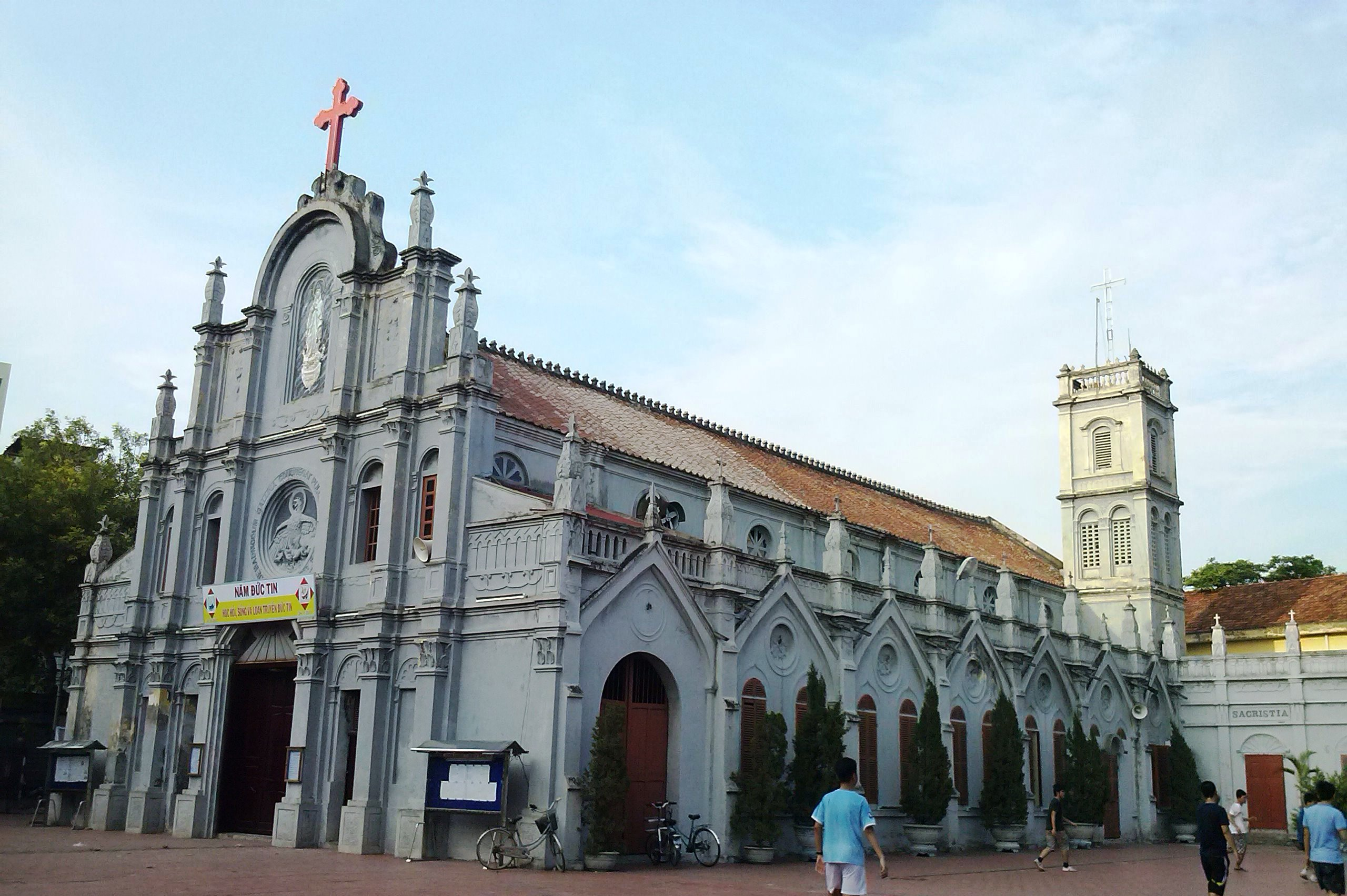
Nhà thờ lớn Hải Dương, phường Trần Hưng Đạo, thành phố Hải Dương, tỉnh Hải Dương.
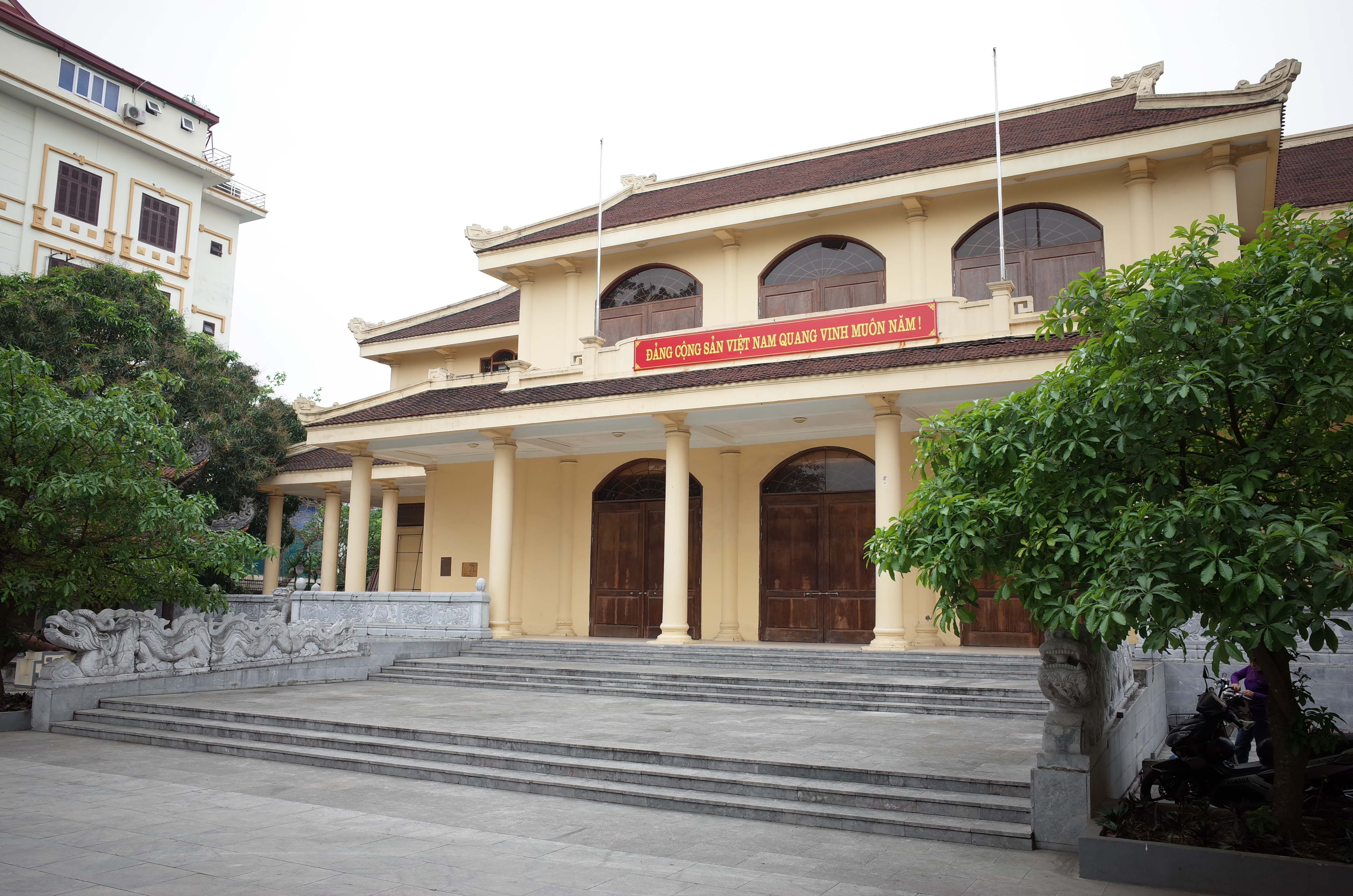
Nhà trưng bày bảo tàng Hải Dương, thành phố Hải Dương, tỉnh Hải Dương
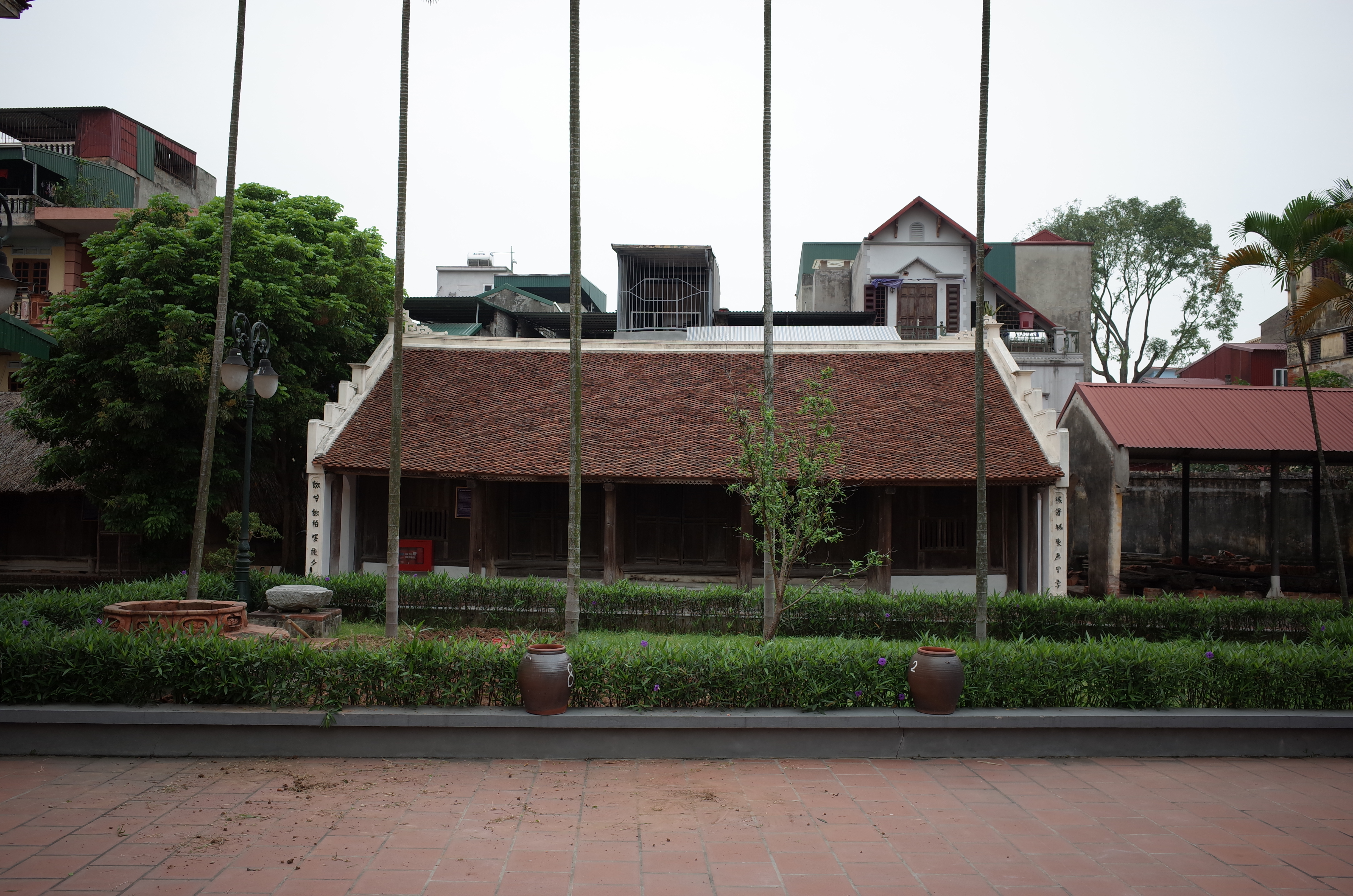
Phục dựng ngôi nhà cổ của quan nghè Nguyễn Quý Tân trưng bày tại bảo tàng Hải Dương
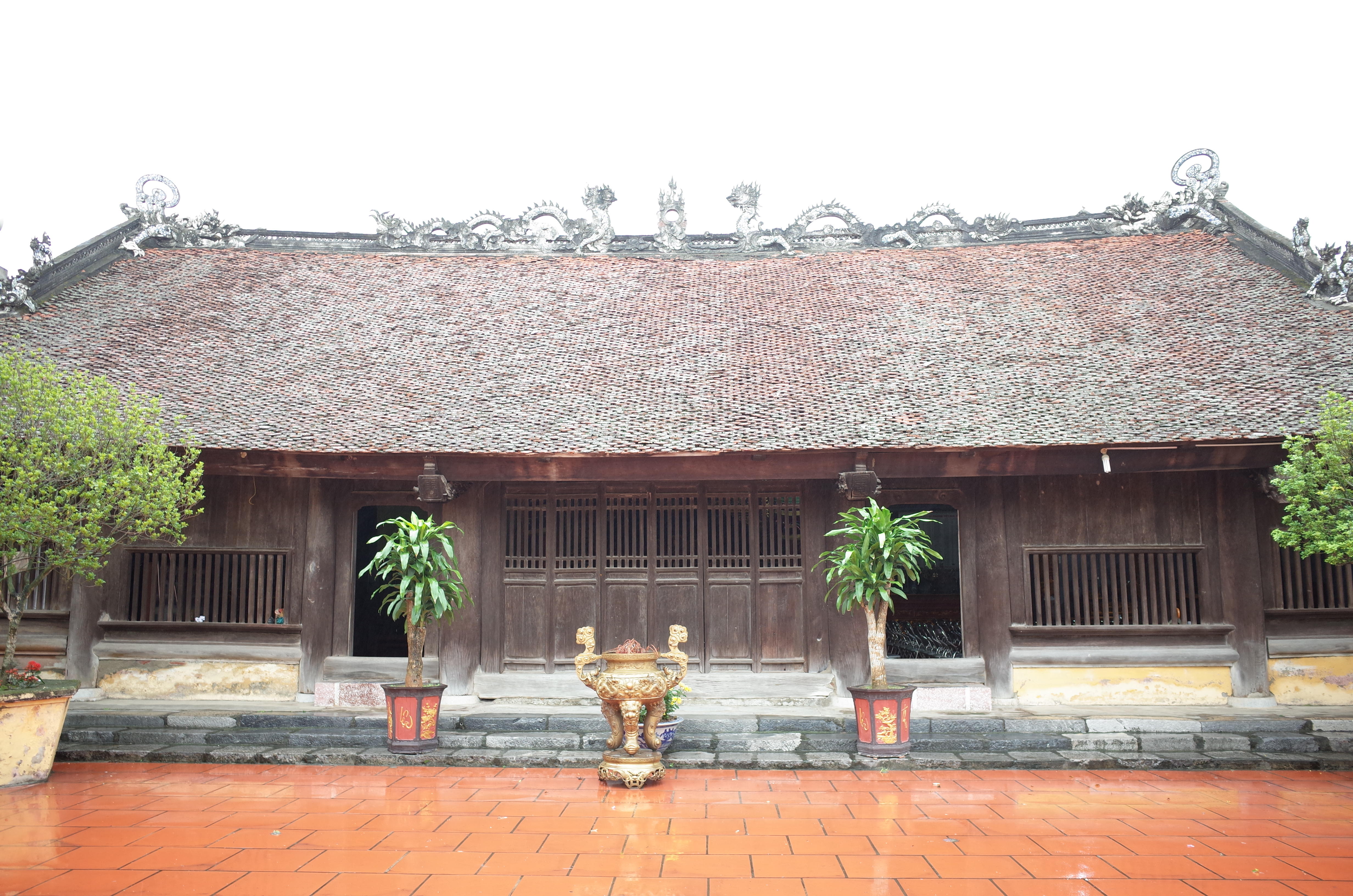
Đình Đồng Niên, phường Việt Hòa, thành phố Hải Dương, tỉnh Hải Dương
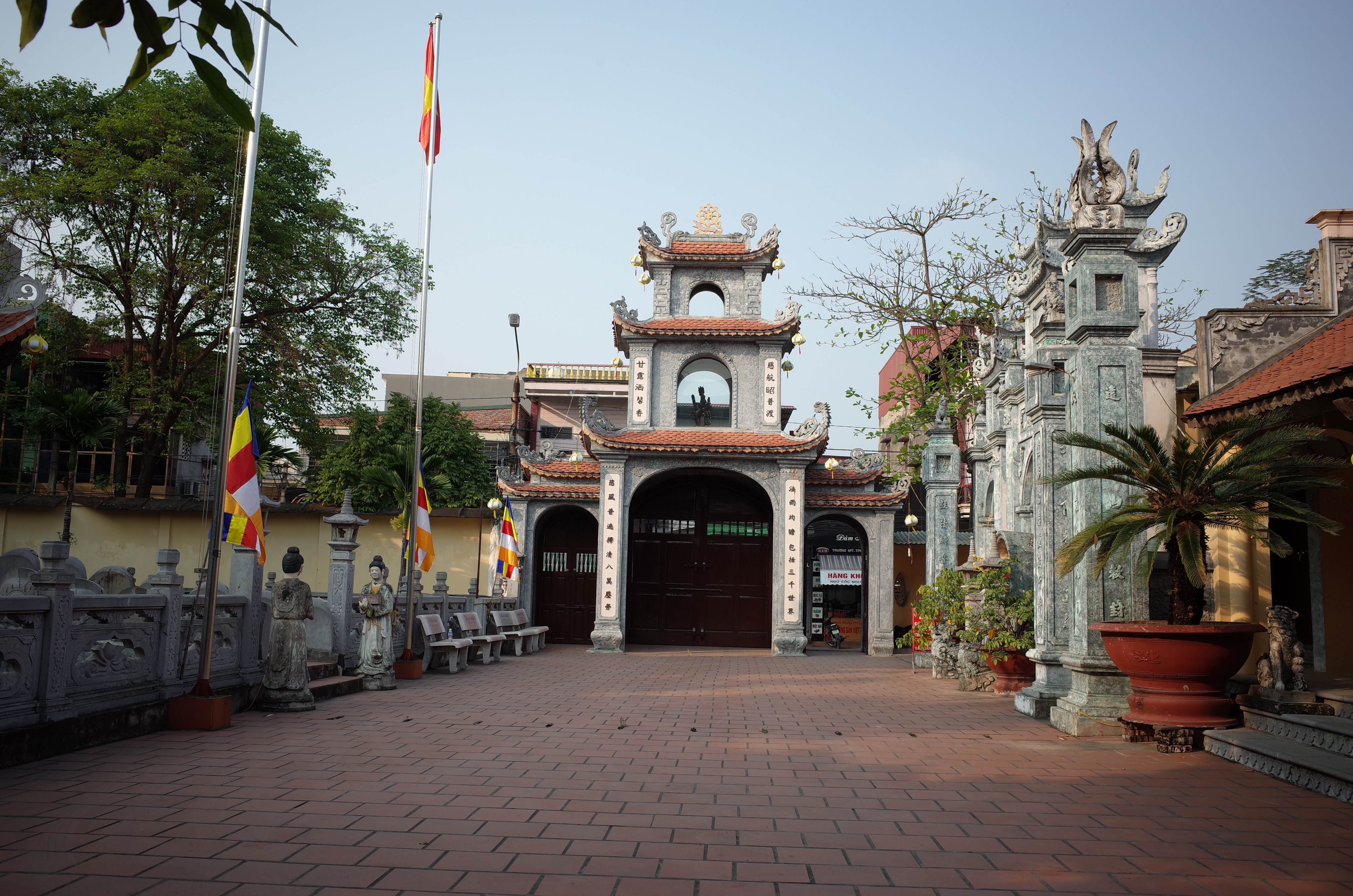
Cổng tam quan cụm di tích đền - chùa Bảo Sài, phường Phạm Ngũ Lão, thành phố Hải Dương, tỉnh Hải Dương
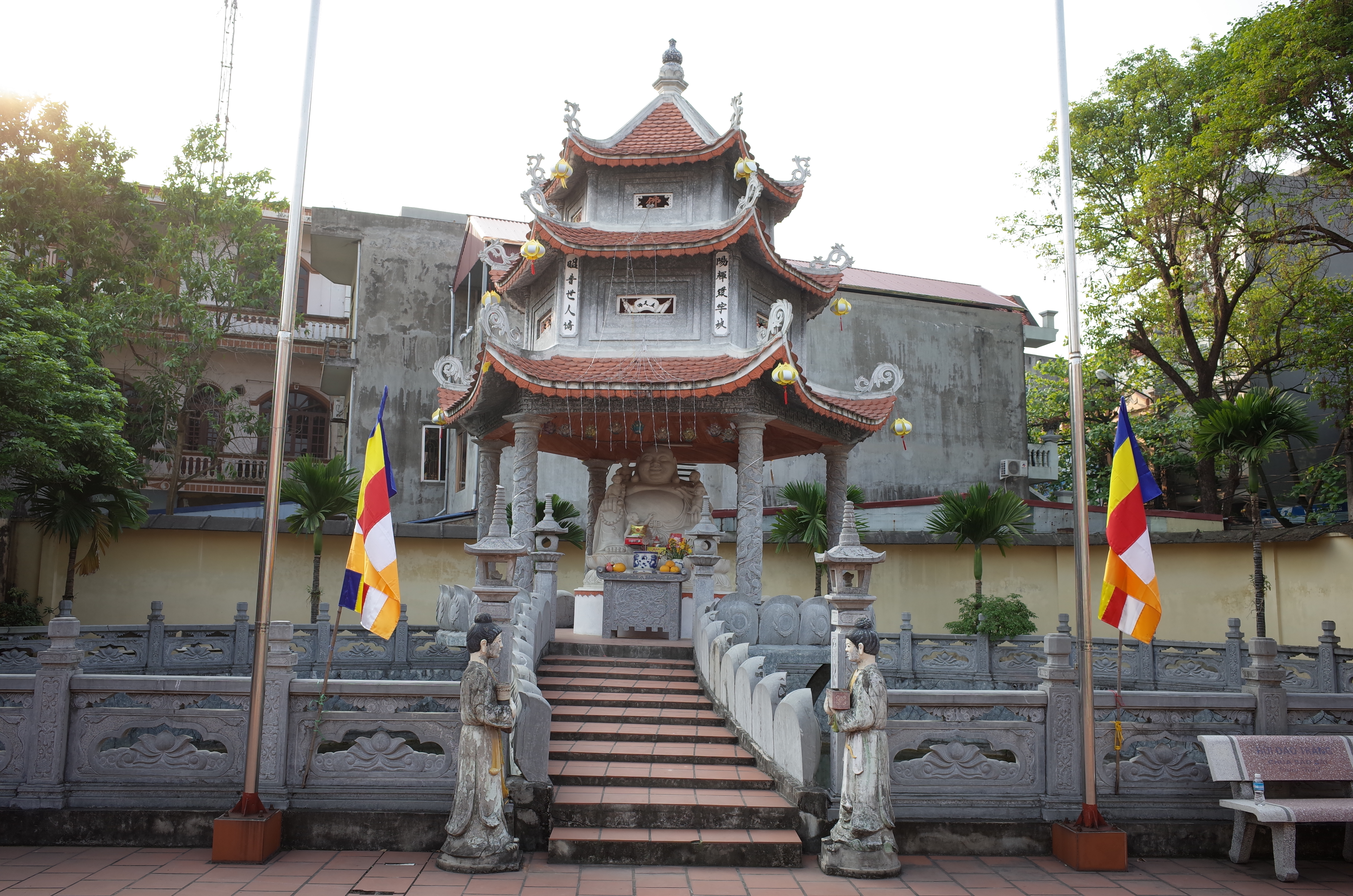
Thủy đình thờ Phật Di Lặc trong cụm di tích đền - chùa Bảo Sài, phường Phạm Ngũ Lão, thành phố Hải Dương, tỉnh Hải Dương
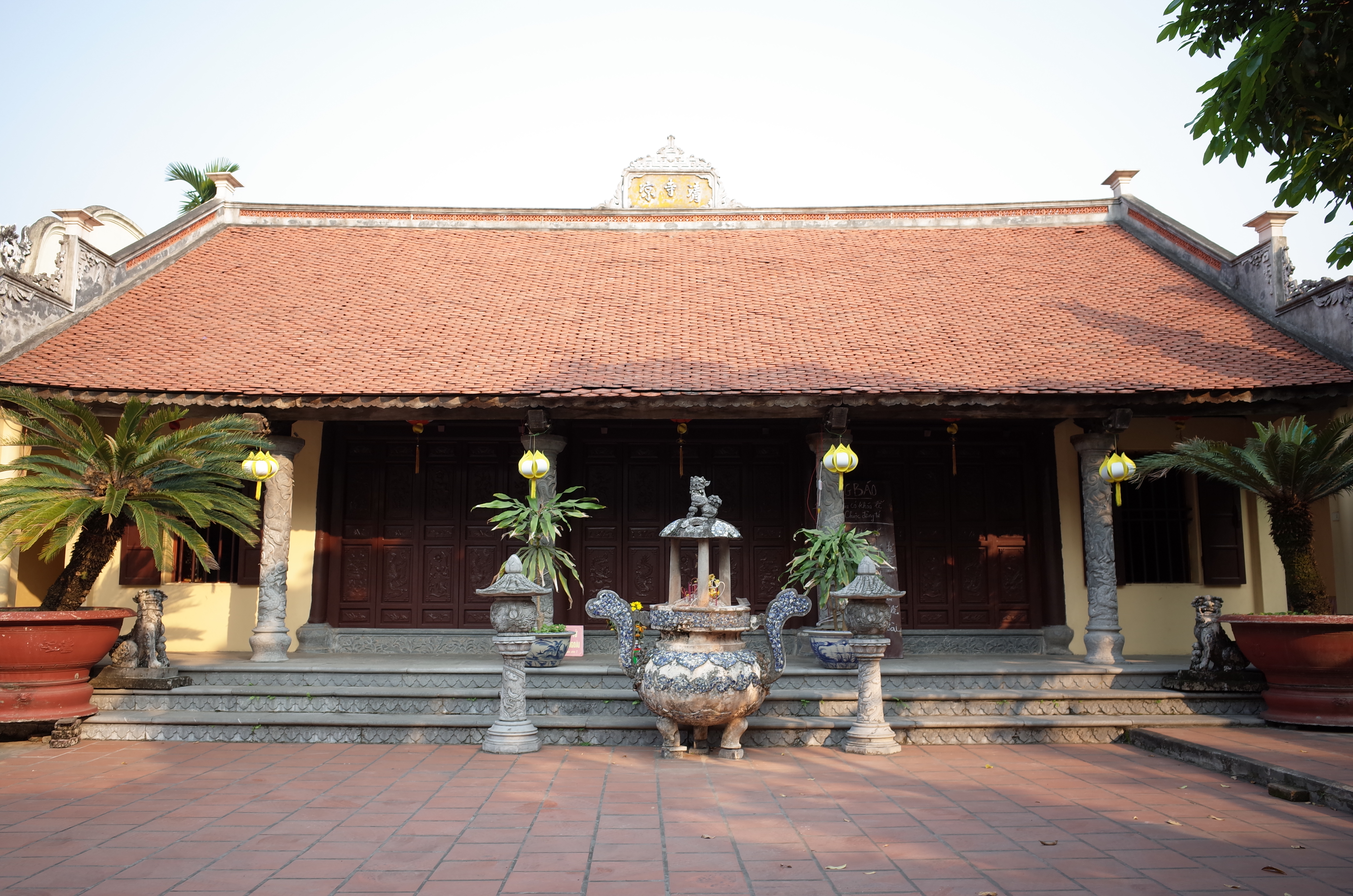
Chùa Bảo Sài trong cụm di tích đền - chùa Bảo Sài, phường Phạm Ngũ Lão, thành phố Hải Dương, tỉnh Hải Dương
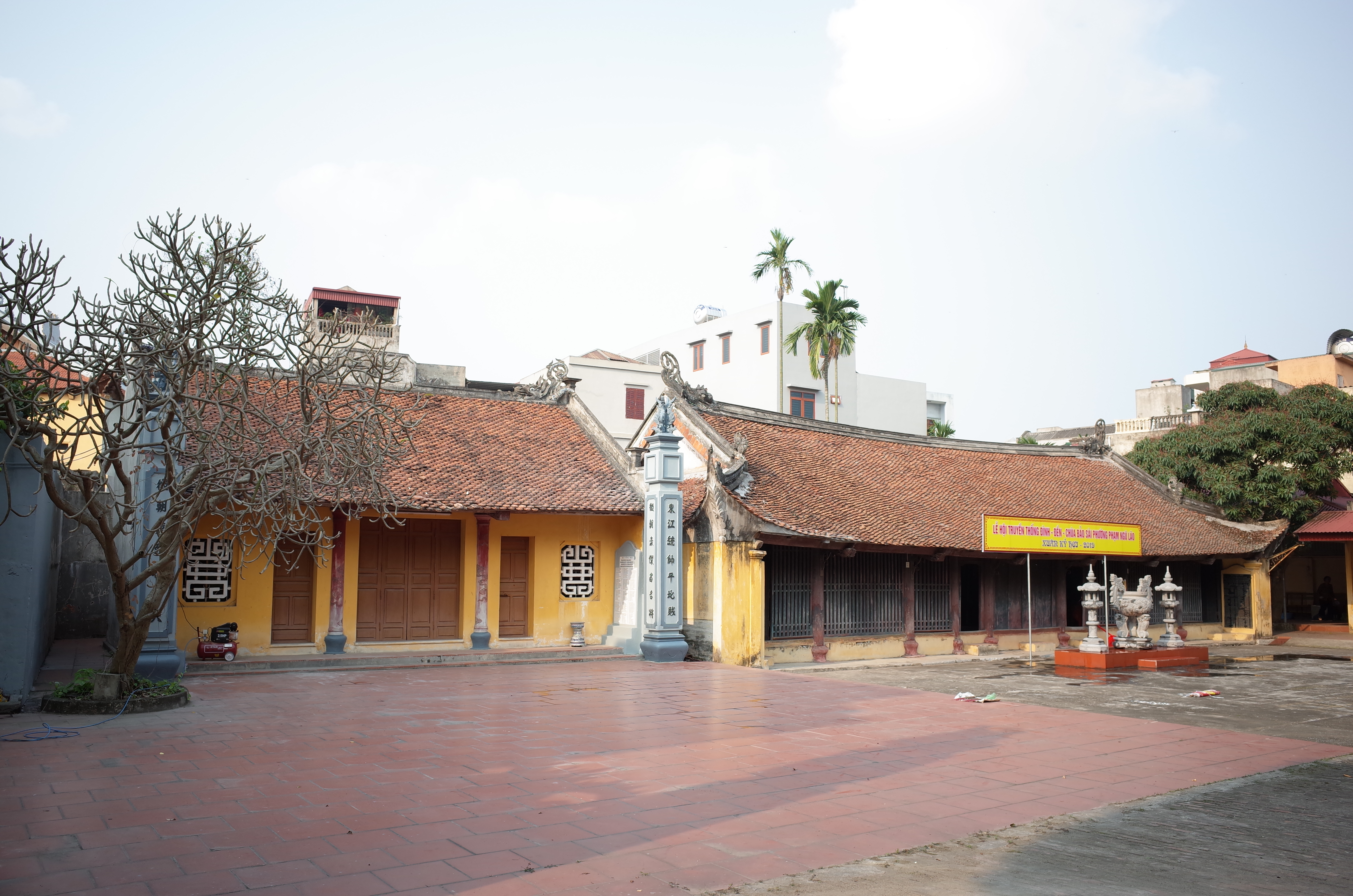
Đình Bảo Sài, phường Phạm Ngũ Lão, thành phố Hải Dương, tỉnh Hải Dương